# Stations du métro de Rennes
Vous lisez un « bon article » labellisé en 2025.  Il fait partie d'un « bon thème » labellisé en 2025.
Pour un article plus général, voir Métro de Rennes.
Les stations du métro de Rennes sont au nombre de 28 depuis le 20 septembre 2022 et comportent 30 points d'arrêt.
Bien que de petite dimension, le métro de Rennes se caractérise par la variété architecturale de ses stations, due aux nombreux architectes qui y ont travaillé. Les stations de la ligne A, ouverte en 2002, présentent une unité architecturale, ce qui n'est pas le cas de la ligne B, ouverte vingt ans plus tard. Une diversité de styles et d'architectes s'y trouve quasiment sur chaque ouvrage. De jeunes architectes rennais sont intervenus, mais aussi les renommés Norman Foster et Manuelle Gautrand, ainsi que d'autres encore, ayant déjà l'expérience de ce type de projet.
Le réseau de Rennes offre une organisation générale standardisée des stations avec deux quais équipés de portes palières encadrant deux voies (sauf à la station J. F. Kennedy), et la présence générale d'un ou plusieurs niveaux intermédiaires pour les stations souterraines. Il compte par ailleurs cinq stations aériennes, et deux stations en correspondance entre les deux lignes : Sainte-Anne et Gares.

## Présentation

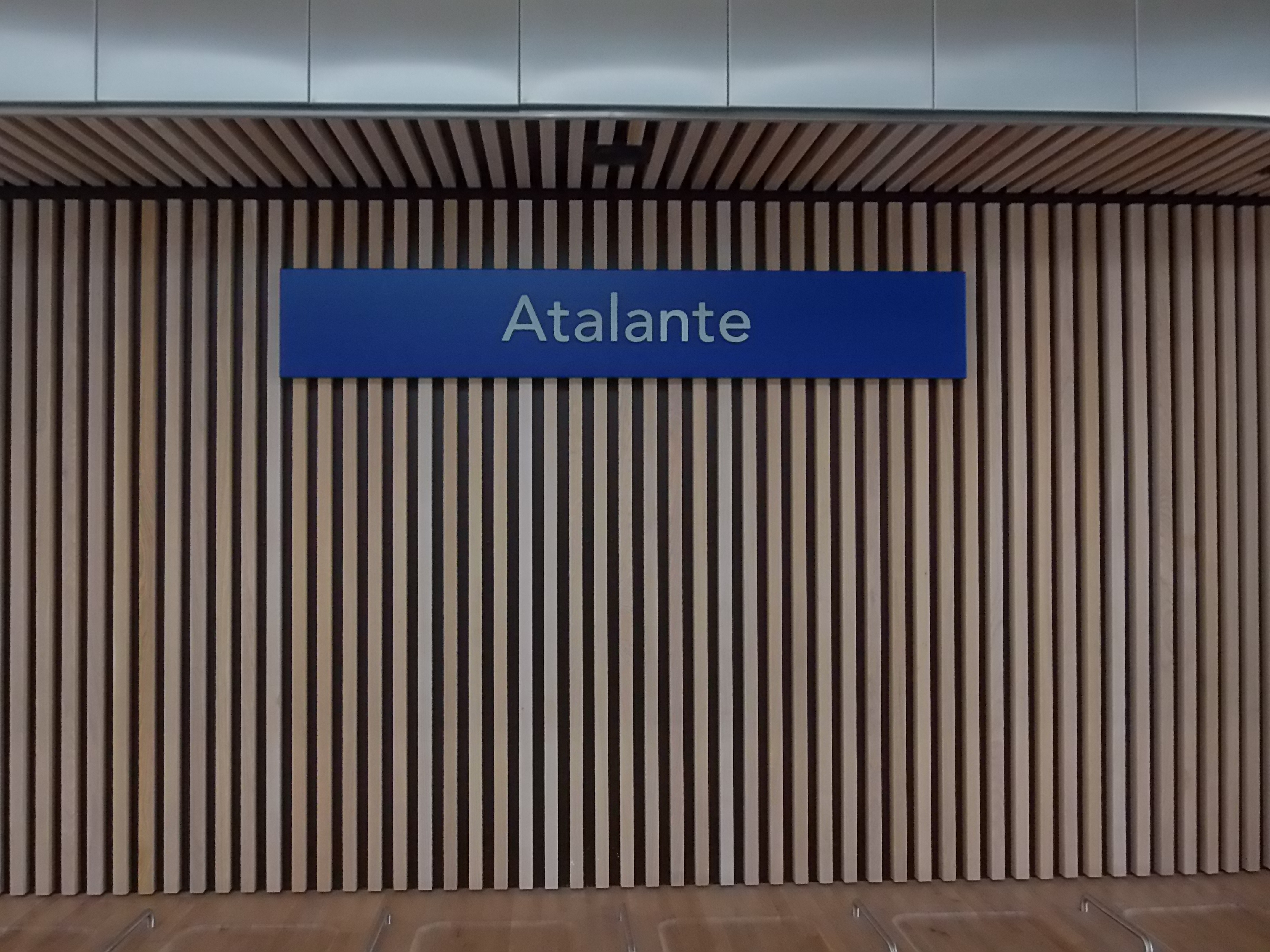
Le nom des stations est inscrit en blanc sur des panneaux à fond bleu.

Le métro de Rennes compte 28 stations et 30 points d'arrêt répartis sur les lignes A et B, lignes qui se croisent à deux stations : Gares et Sainte-Anne, chacune comptant ainsi deux points d'arrêt.
Cette situation résulte du choix de desservir l'axe central reliant la gare de Rennes et la place Sainte-Anne par les deux lignes afin d'éviter la surcharge des stations République et Charles de Gaulle. Il s'agissait d'éviter la situation constatée à Toulouse en 2007, après l'ouverture de la seconde ligne du métro, où les lignes A et B ne se croisent qu'à une seule station excentrée, Jean-Jaurès, ce qui oblige les voyageurs à changer de ligne pour atteindre le centre historique. De cette façon, les deux lignes rennaises desservent toutes deux les principaux points d'intérêt du centre-ville afin d'éviter des correspondances inutiles pour une ou deux stations tout en évitant la saturation du tronçon central de la ligne A, notamment limitée par la taille de ses stations, ce qui empêche de rallonger les rames. On retrouve avec cette configuration deux quasi-doublons définis dans le même but : République et Charles de Gaulle pour la ligne A et Saint-Germain et Colombier pour la ligne B. Les stations Gares et Sainte-Anne, sont ainsi parmi les plus fréquentées du réseau.
Les stations sont nommées en référence aux quartiers (Colombier, La Poterie, etc.), à la voie où se trouve la station (République, Saint-Germain, etc.) ou à un point d'intérêt (Beaulieu - Université, Gares, etc.) en surface. Deux stations portent le nom d'une femme : Joliot-Curie - Chateaubriand et Sainte-Anne. Au terme d'une consultation avec l'exploitant, la commune concernée voire le public, le choix final du nom revient à Rennes Métropole.

## Architecture

### Deux lignes, deux styles
Les quinze stations de la ligne A ont été dessinées et conçues par douze équipes d'architectes différentes. Elles présentent chacune un style différent mais dans une cohérence d'ensemble et se distinguent principalement par l'éclairage,. Pour les stations de la ligne B, sept équipes différentes sont intervenues et ont proposé des styles variés. Elles restent toutefois unies par une « identité visuelle architecturale » qui repose sur des principes communs comme la répartition des flux de circulation,.
Le revêtement des stations de la ligne A est constitué généralement de grands carreaux blancs ou gris au sol et, aux murs, de dalles de grès ou de granit, de béton brut avec parfois les deux, auxquelles s'associent l'inox et le bois,. Les portes palières sont entièrement vitrées. Les dimensions des parements sont normées avec des formats de 30 × 30 cm pour le carrelage mural ou 30 × 60 cm pour les dalles de granit. La fonctionnalité a prévalu sur le style, les stations de la ligne A rappelant ainsi celles de la ligne A du métro de Toulouse, en dehors des deux stations aériennes - La Poterie et Pontchaillou - qui se démarquent nettement par leur architecture.
Pour la ligne B en revanche, les matériaux et choix architecturaux sont bien plus variés : béton, inox, verre, aluminium, dalles de grès céramique au sol, etc. À la suite d'une enquête menée auprès des usagers en 2007, les éclairages artificiels sont perçus comme plus chaleureux et diversifiés sur cette ligne. Les dalles de verre utilisées dans certaines stations de la première ligne ne sont pas reprises dans la deuxième. Les stations sont aussi plus colorées tandis que les stations aériennes présentent une architecture plus fermée protégeant mieux de la pluie, du vent et limitant ainsi les problèmes de sol glissant. Elles présentent en outre une forme de gigantisme, particulièrement dans la section centrale, où se trouvent les stations les plus profondes.
Les stations sont dessinées de façon à limiter au maximum les conflits de flux de voyageurs, les niveaux inutiles et les culs-de-sac, avec pour objectif de permettre l'évacuation totale de chacune en cinq minutes au maximum. Les revêtements sont sélectionnés pour être faciles à entretenir ou à remplacer, et sont résistants au feu,.
Les stations ont pour point commun d'être conçues pour être lumineuses, mais de différentes façons, : Anatole France, La Courrouze, Jacques Cartier ou encore J.F. Kennedy font entrer la lumière naturelle dans la salle des billets voire directement sur les quais. La station Charles de Gaulle est quant à elle, éclairée par des fibres optiques, en particulier le plafond formant une sorte de « ciel étoilé ». Les cages d'ascenseurs sont toutes conçues pour être des puits de lumière. Quatre des stations de la ligne B intègrent des sondes géothermiques capables de récupérer la chaleur du tunnel — celle émise par la friction des pneus sur les pistes à l'accélération et au freinage des rames — pour chauffer quatre immeubles HLM, soit environ 400 logements.

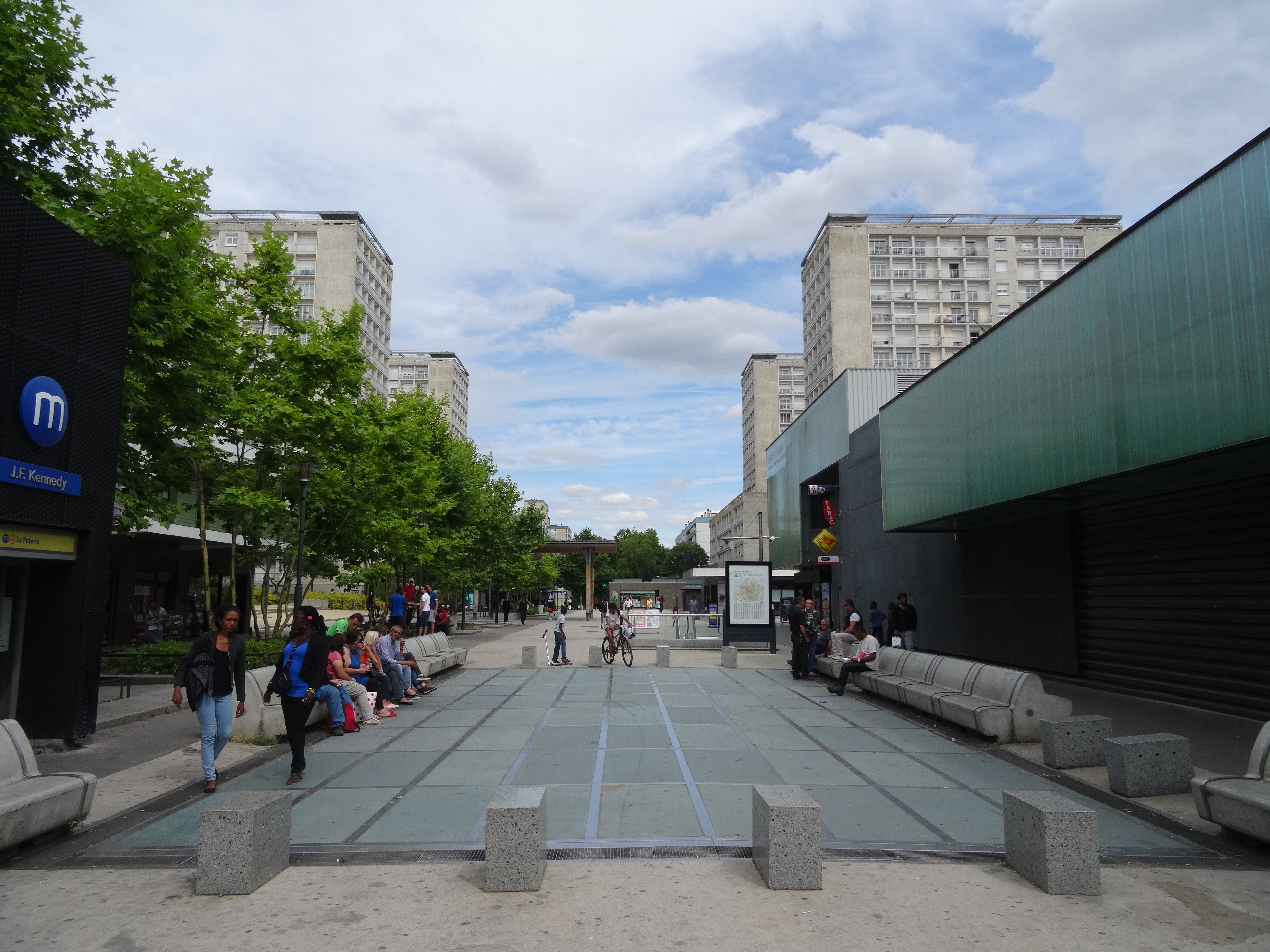
Le puits lumineux de la station J.F. Kennedy vu depuis la rue.
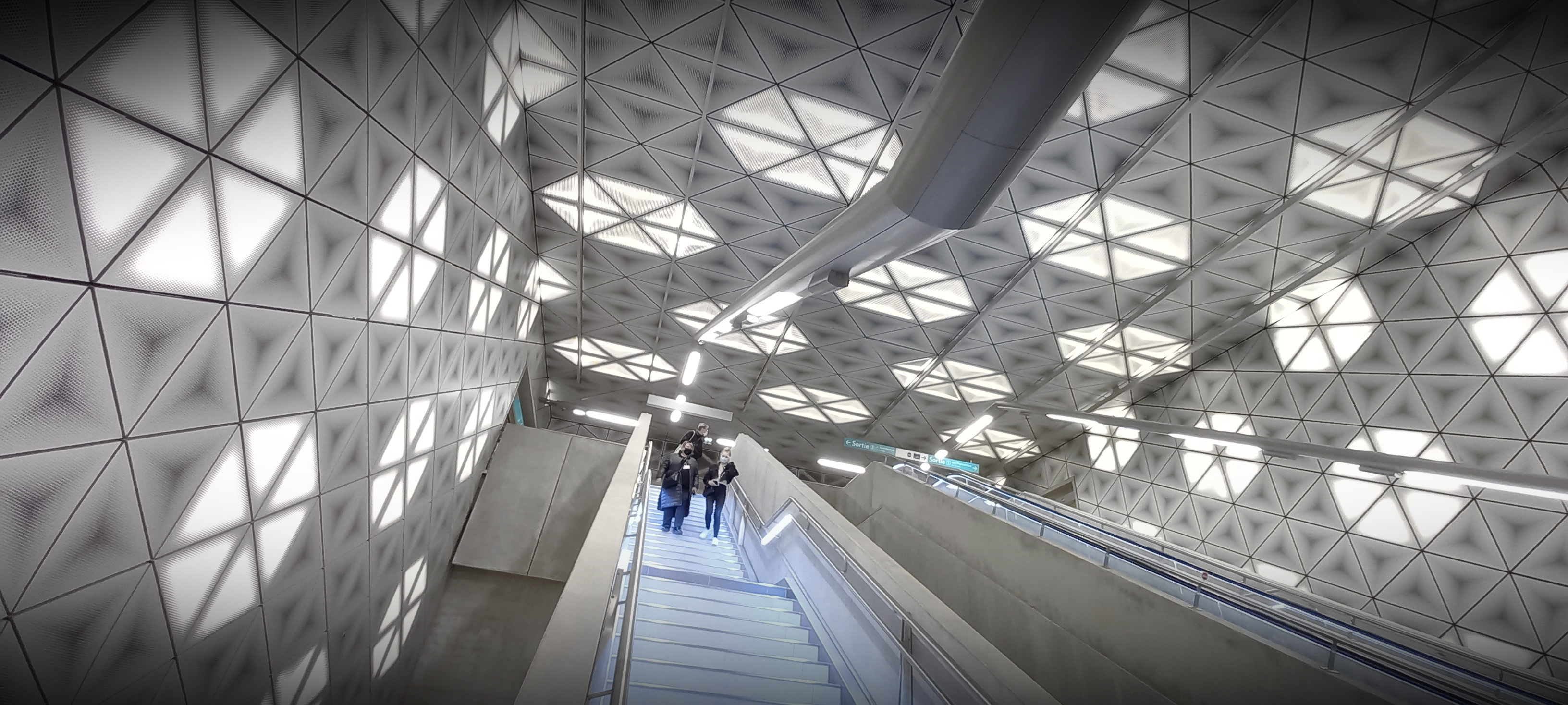
L'architecture des stations de la ligne B est très travaillée, comme ici à Saint-Germain…
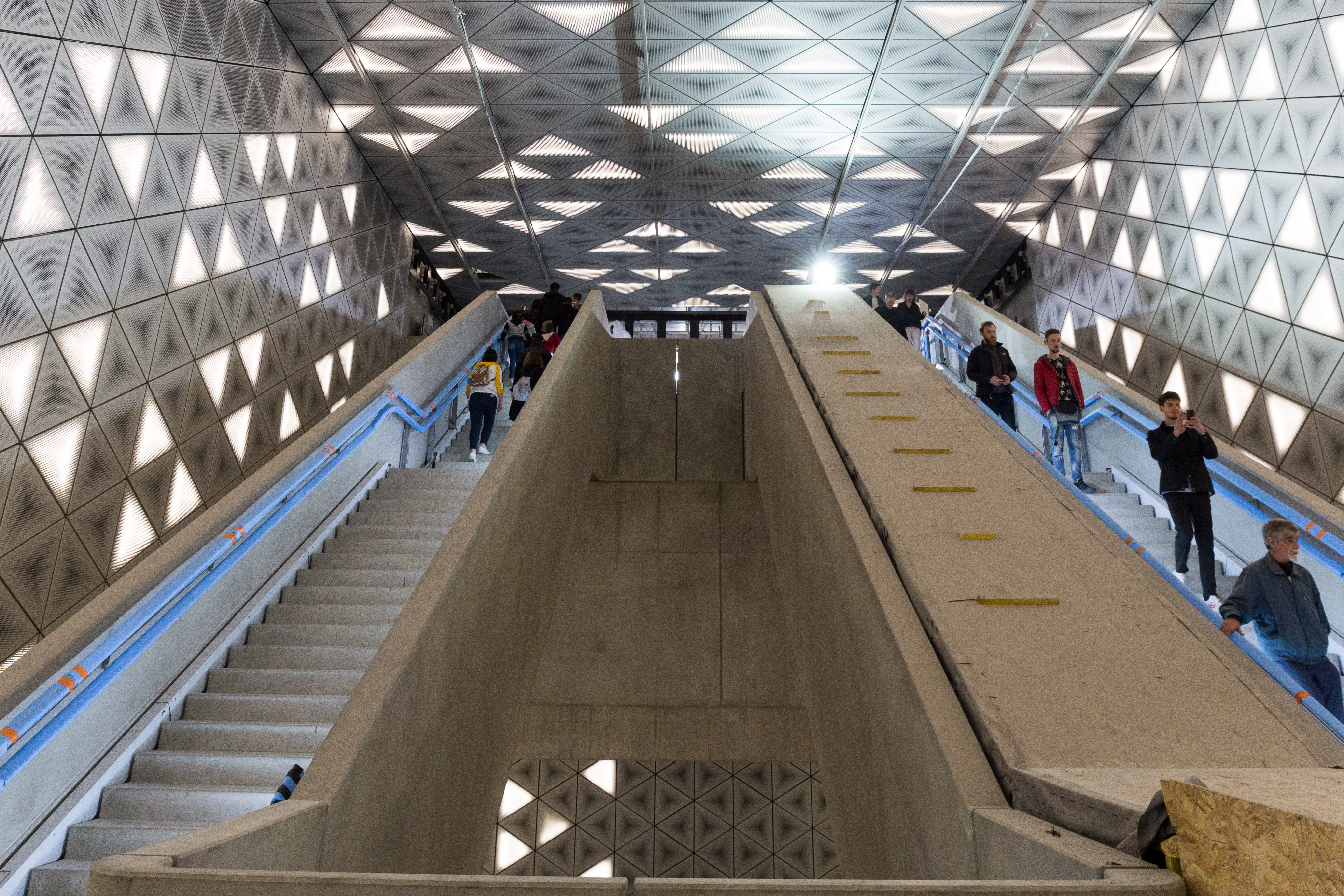
…ou ici à la station Colombier.

### Les architectes
Pour la ligne A, douze équipes d'architectes ont été choisies par appel d'offres européen au début des années 1990,. Pour la ligne B, sept équipes d'architectes ont été choisies par appel d'offres européen en mars 2011,.
Pour la première ligne, sauf exception, un appel d'offres a été organisé pour chaque station. Au contraire, pour la ligne B, seulement sept appels d'offres distincts ont été lancés en regroupant des stations en fonction de caractéristiques techniques communes (profondeur, stations aériennes, stations de correspondances ou présence de parcs relais). Aussi les différentes stations dessinées par un même cabinet d'architectes présentent-elles des similitudes esthétiques.
Au contraire de la ligne A qui fait appel à des architectes français à l'exception du britannique Norman Foster, la ligne B fait appel à des architectes français, allemands ou suisses ayant précédemment travaillé sur des infrastructures de transport pour les stations souterraines, ainsi qu'à de jeunes architectes rennais pour les stations aériennes,,.
| Stations                                                            | Architectes                                                                             |
| ------------------------------------------------------------------- | --------------------------------------------------------------------------------------- |
| Atalante et Beaulieu - Université                                   | Anthracite Architecture, Alexandre & Massinon Architectes                               |
| Cesson - Viasilva                                                   | Anthracite Architecture                                                                 |
| Charles de Gaulle                                                   | Atalante Architecture (Laurent Gouyou-Beauchamp, Pierre Bolze et Simon Rodriguez-Pages) |
| Clemenceau                                                          | Jean-Pierre Chouzenoux et Yvan Roginski                                                 |
| Cleunay, Jules Ferry et Gros-Chêne                                  | Susan Dunne, Berranger & Vincent Architectes                                            |
| Colombier, Gares (ligne B), Mabilais, et Saint-Germain              | Atelier Zündel Cristea, Architram                                                       |
| Gares (ligne A)                                                     | Thierry Le Berre et Jean-Luc Le Trionnaire                                              |
| Henri Fréville                                                      | Atelier de l'Île (Dominique Brard, Olivier Le Bras et Marc Quelen) et Monsieur Robaglia |
| Jacques Cartier                                                     | Philippe Lair et Jean-Paul Roynette                                                     |
| La Courrouze, Joliot-Curie - Chateaubriand et Saint-Jacques - Gaîté | Laurent Gouyou-Beauchamps et Fabien Pédelaborde                                         |
| La Poterie                                                          | Norman Foster                                                                           |
| Le Blosne                                                           | Isabelle Geslin                                                                         |
| Les Gayeulles                                                       | Atelier Schall                                                                          |
| Pontchaillou                                                        | Joël Yves Gautier                                                                       |
| République et Anatole France                                        | Pierre et Pascal Prunet                                                                 |
| Sainte-Anne (ligne A)                                               | Martine Weissmann et Jean Léonard                                                       |
| Sainte-Anne (ligne B)                                               | Canal Architecture avec Thierry Roty, 8’18’’ et Beterem Ingénierie                      |
| Triangle et Italie                                                  | Atelier Bernard Kohn et Atelier du Canal                                                |
| Villejean - Université et J.F. Kennedy                              | Manuelle Gautrand                                                                       |

## Aménagements

### Caractéristiques générales
La station de métro rennaise typique est souterraine et comporte deux voies encadrées par deux quais latéraux. Le métro de Rennes ne compte aucune station à quai central,. La station terminus J.F. Kennedy déroge à cette règle puisqu'elle ne compte qu'un unique quai latéral, un choix fait pour en diminuer le coût,. Le réseau compte toutefois cinq stations en viaduc : Atalante, Beaulieu - Université, Cesson - Viasilva, Pontchaillou et La Poterie, reprenant la configuration type des voies et des quais.
Le réseau aurait dû compter un nombre bien plus important de stations aériennes, mais l'opposition des riverains le long de la ligne A a conduit les décideurs, en 1990, à enterrer la plus grande partie de la ligne,.
Le métro est intégralement accessible aux personnes à mobilité réduite conformément à la loi Handicap votée en 2005 : toutes les stations sont équipées d'ascenseurs avec textes en braille et leur nom est annoncé vocalement dans chaque rame à l'arrivée. Elles sont conçues sans obstacle[pas clair] de l'entrée en surface jusqu'à l'embarquement à bord des rames, et dotées d'un écartement quai-rame en grande majorité inférieur à 3 cm. Dans une enquête menée en 2019 sur l'accessibilité des métros français, avant l'installation des portillons et l'ouverture de la ligne B, StreetPress salue le fait que « Rennes prouve qu'il est possible de rendre accessible [sic] tous ses réseaux de transports en commun et de faciliter la vie des personnes en situation d’invalidité », en soulignant cependant que les portillons anti-fraude, alors en cours d'installation, inquiètent les usagers les plus lourdement handicapés.
La longueur des stations de la ligne A est alignée sur celle du VAL 208, matériel roulant à deux caisses de 26 m de long et ne pouvant être rallongé à 52 m de long — au contraire des VAL de Lille et Toulouse — sauf à mener de lourds et coûteux travaux d'agrandissement, le gros œuvre n'ayant pas à l'époque été conçu dans ce but,. Sur la ligne B en revanche, les stations sont conçues pour recevoir des Cityval à trois caisses soit 33 m de long, bien que la ligne soit exploitée depuis l'origine avec des rames à deux caisses, soit 22 m de long, ce qui permettra à l'avenir d'augmenter la capacité en ne modifiant que le matériel roulant.
Le temps d'arrêt en station d'une rame est de 12 à 25 secondes, selon l'affluence.

### Accès
Les stations sont signalées de façon générale par un mât de couleur bleue (rétroéclairé la nuit) surmonté d'un panneau où figure le logo du métro de Rennes, permettant ainsi aux voyageurs de repérer la station ou son entrée de loin. Le logo est également présent sur les ascenseurs, le nom de la station et les lignes la desservant,. Chaque quai dispose au minimum de deux accès. L'architecture de l'accès aux ascenseurs et escaliers est plus ou moins travaillée, mais les ascenseurs présentent généralement un aspect plutôt monumental.
Certaines stations sont signalées différemment, notamment les stations en viaduc dont les édifices sont particulièrement remarquables de loin. Les stations souterraines disposent d'édicules comme Le Blosne ou leur accès est intégré à un autre bâtiment comme Gares (intégré à la gare de Rennes) ou Les Gayeulles dont l'accès est intégré au rez-de-chaussée du parc relais,.
L'organisation type des stations souterraines compte au moins deux niveaux : la salle des billets au niveau -1 et les quais au niveau -2. Les stations plus profondes, comme Gares, comptent une ou plusieurs mezzanines intermédiaires tandis que certaines des moins profondes, comme Villejean - Université n'en ont pas et les voyageurs accèdent directement aux quais. Les stations aériennes comme La Poterie n'ont pas non plus de salle des billets.

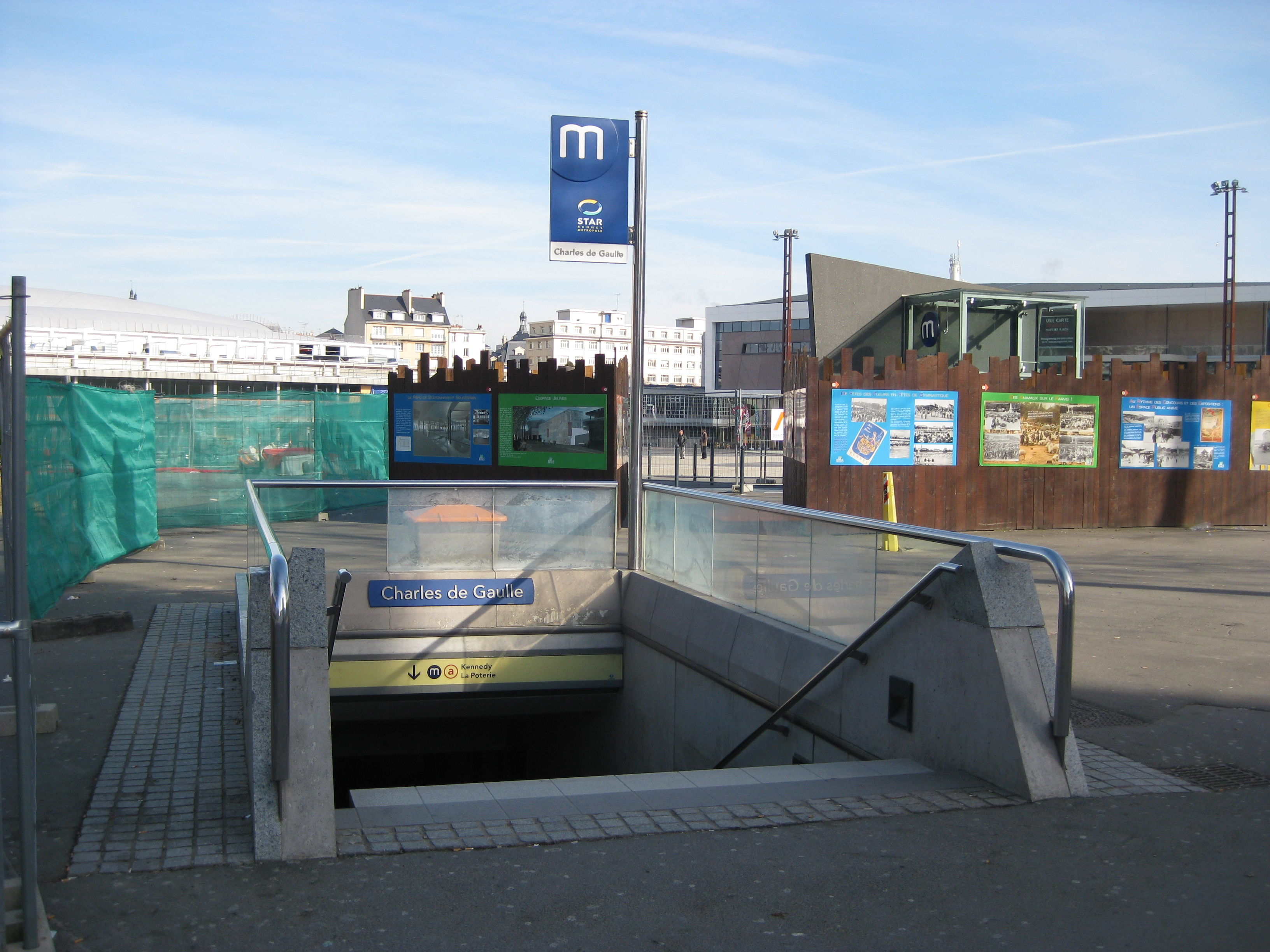
Bouche d'accès de la station Charles de Gaulle avec l'ancienne génération de totem.
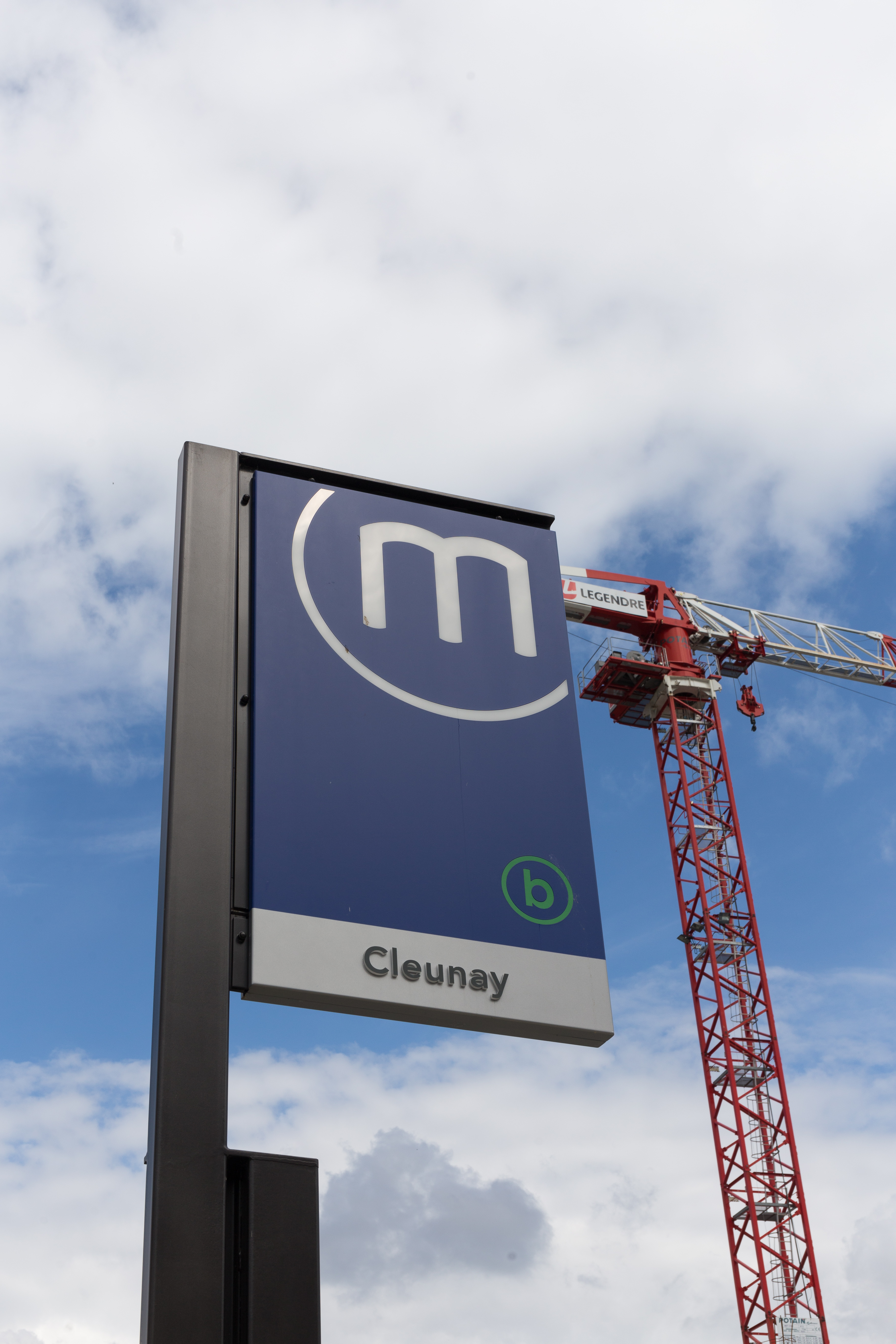
Totem de seconde génération, ici à Cleunay.
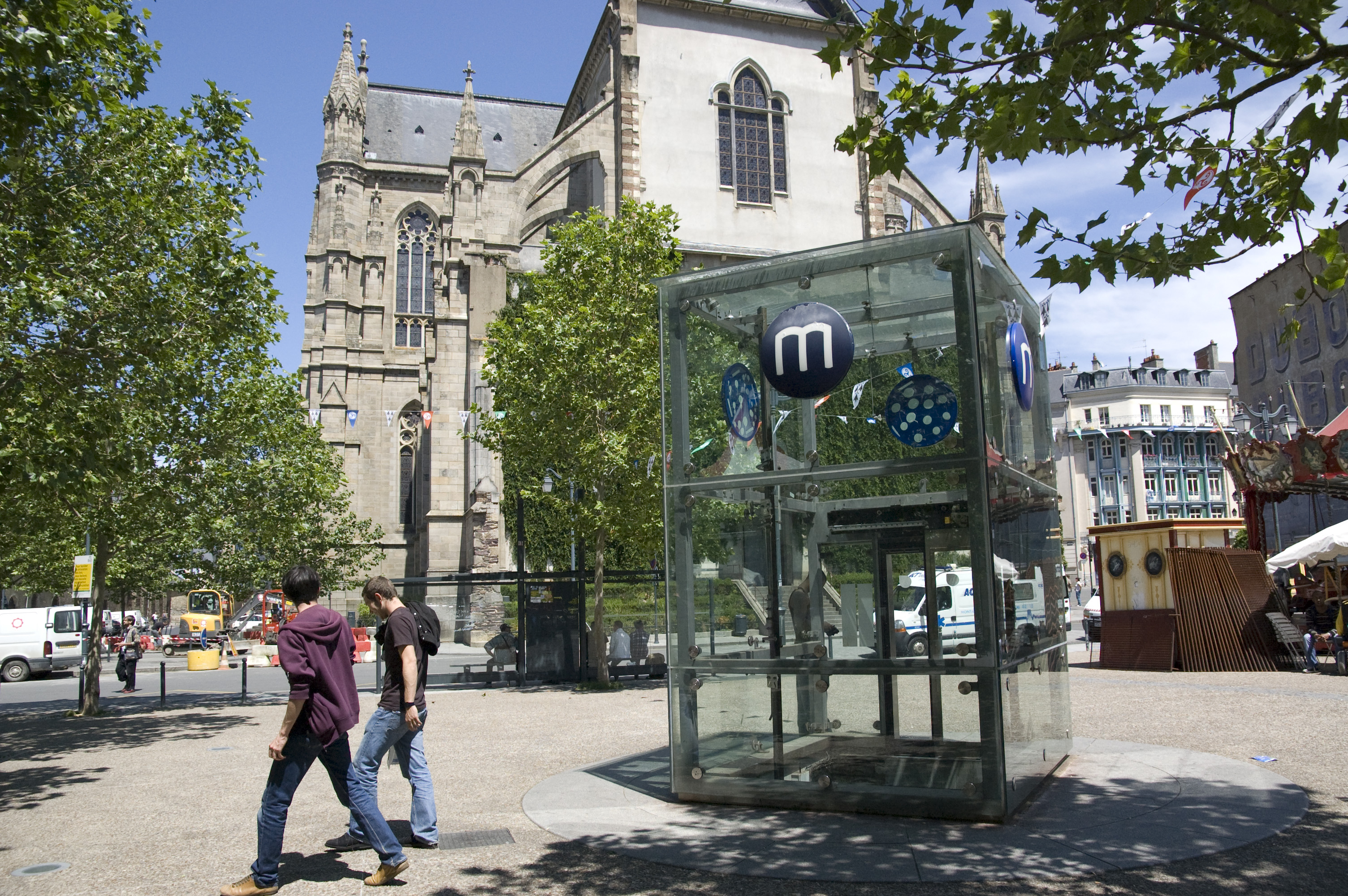
Un ascenseur à l'architecture simple la station Sainte-Anne.
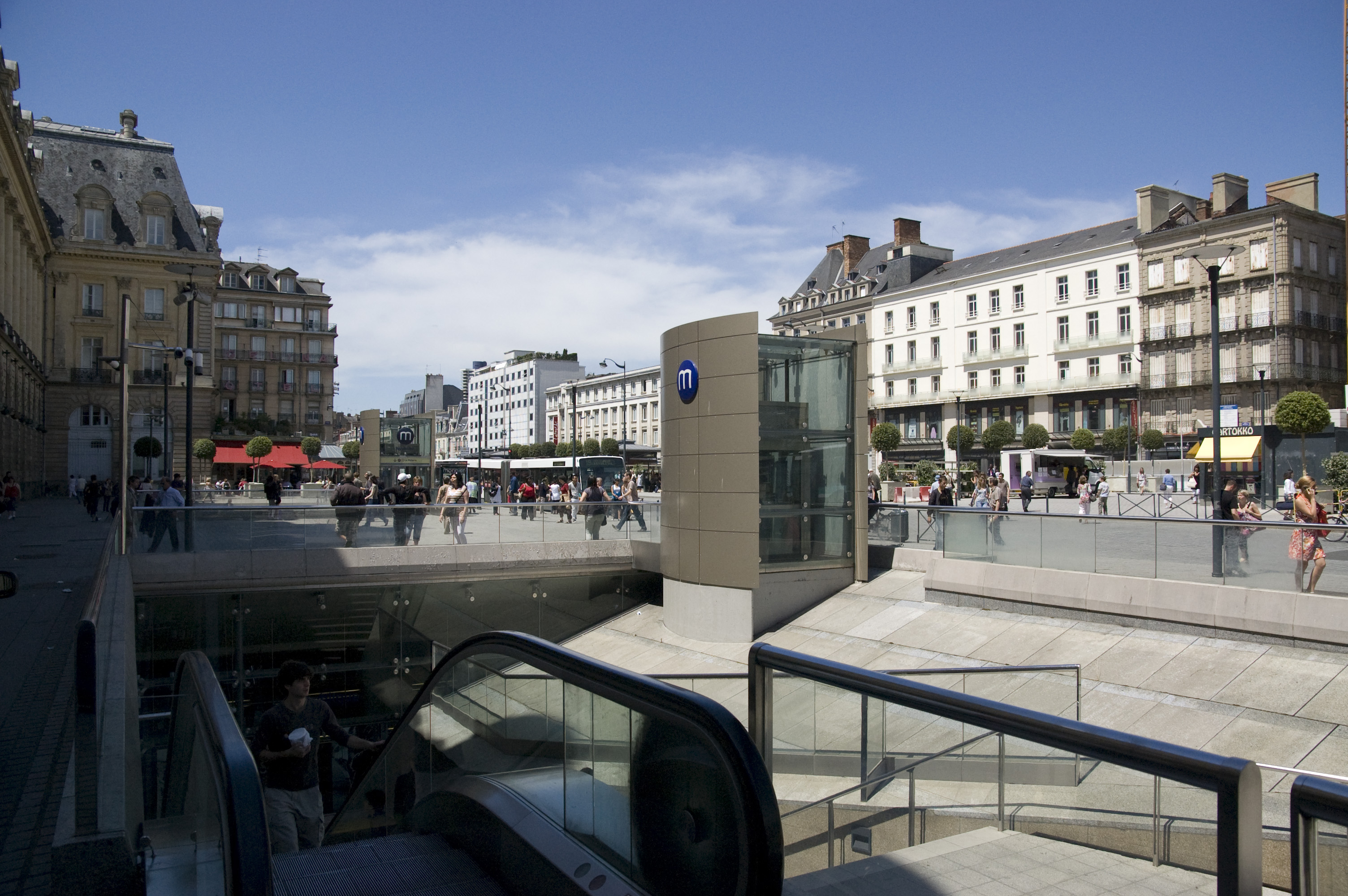
À République, l'architecture des entrées est massive et très travaillée.
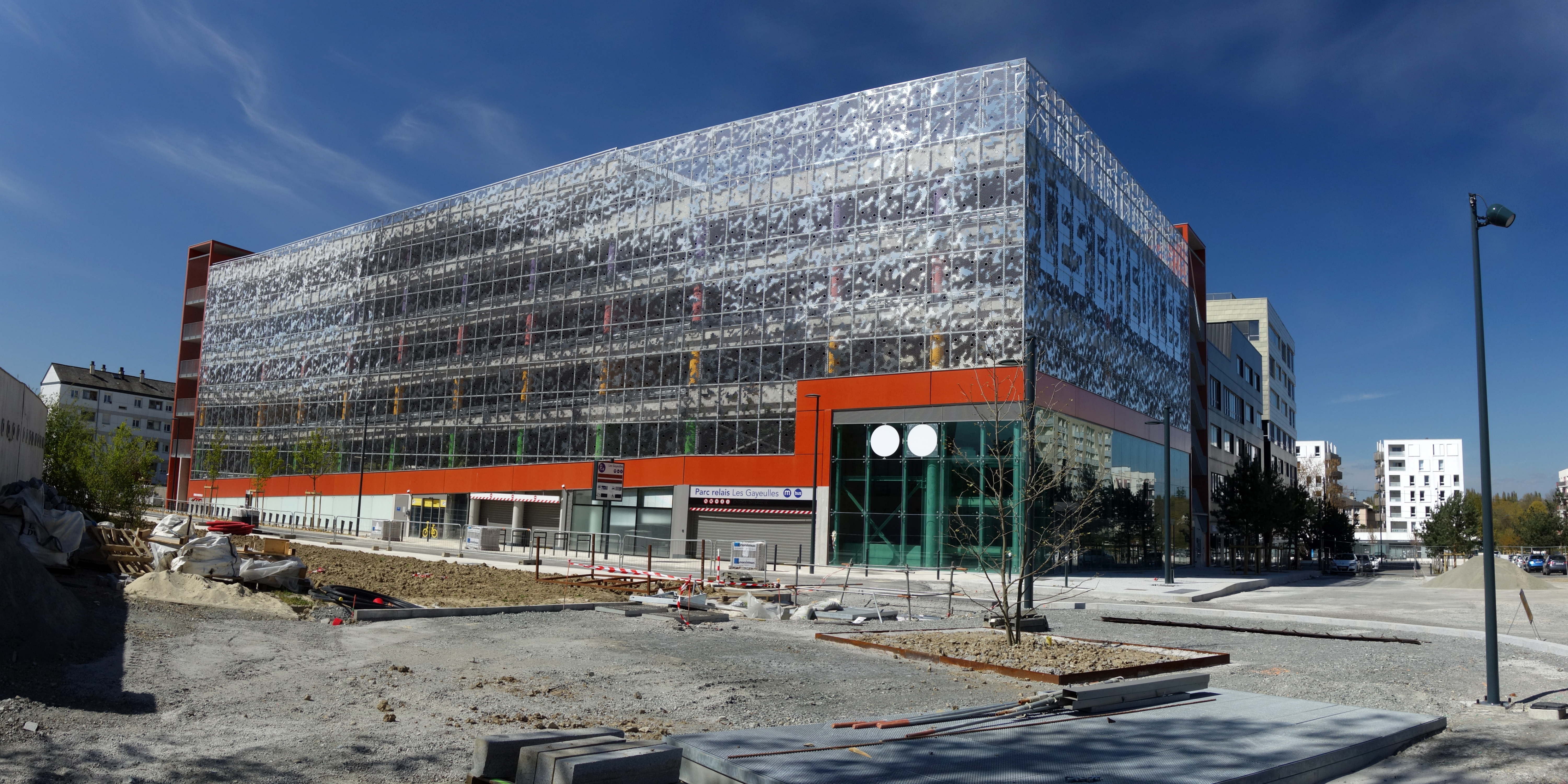
La station Les Gayeulles, dont l'accès se situe au rez-de-chaussée du parc relais qui la surplombe.
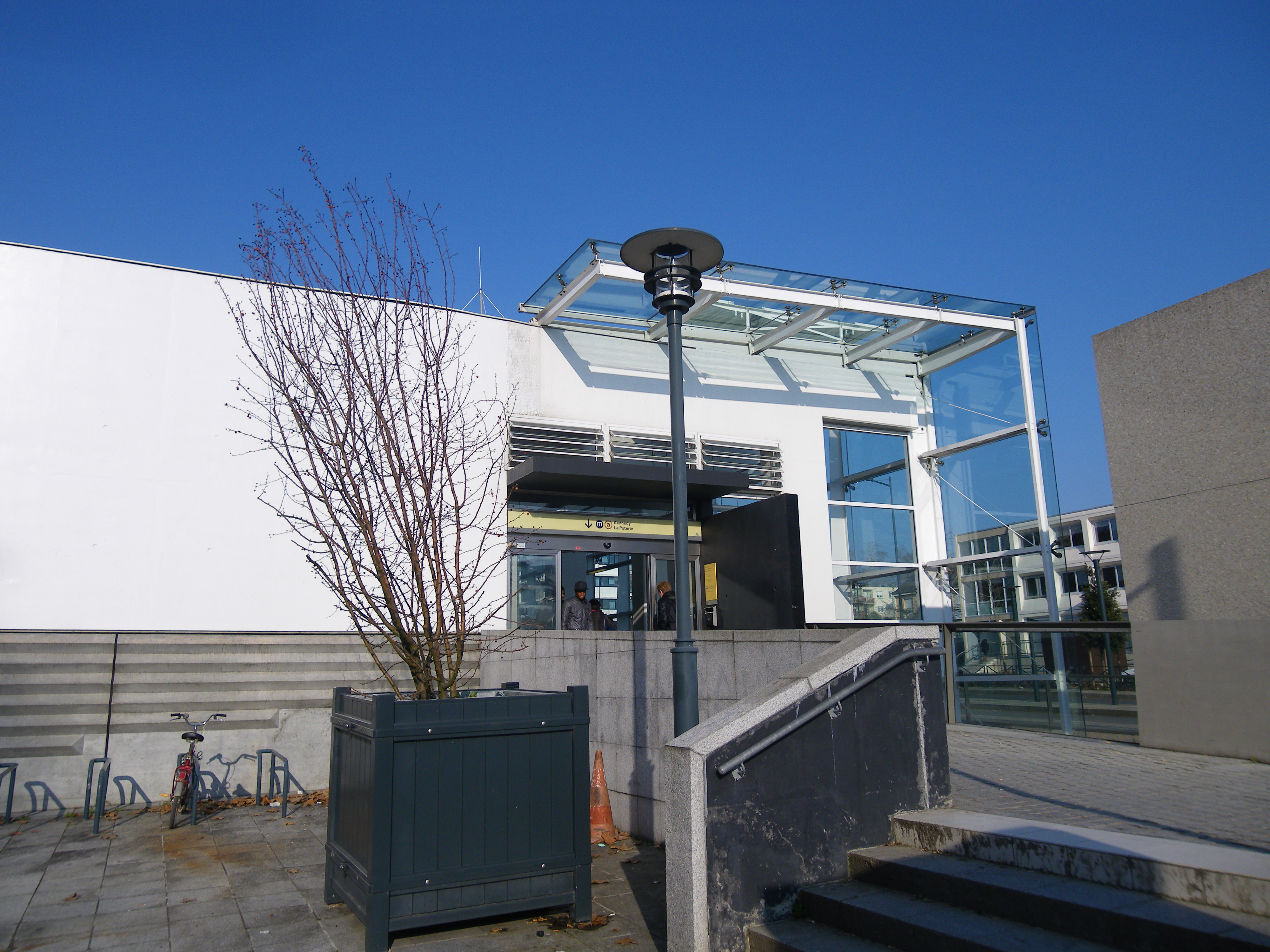
L'accès à la station Henri Fréville se fait via un édicule.
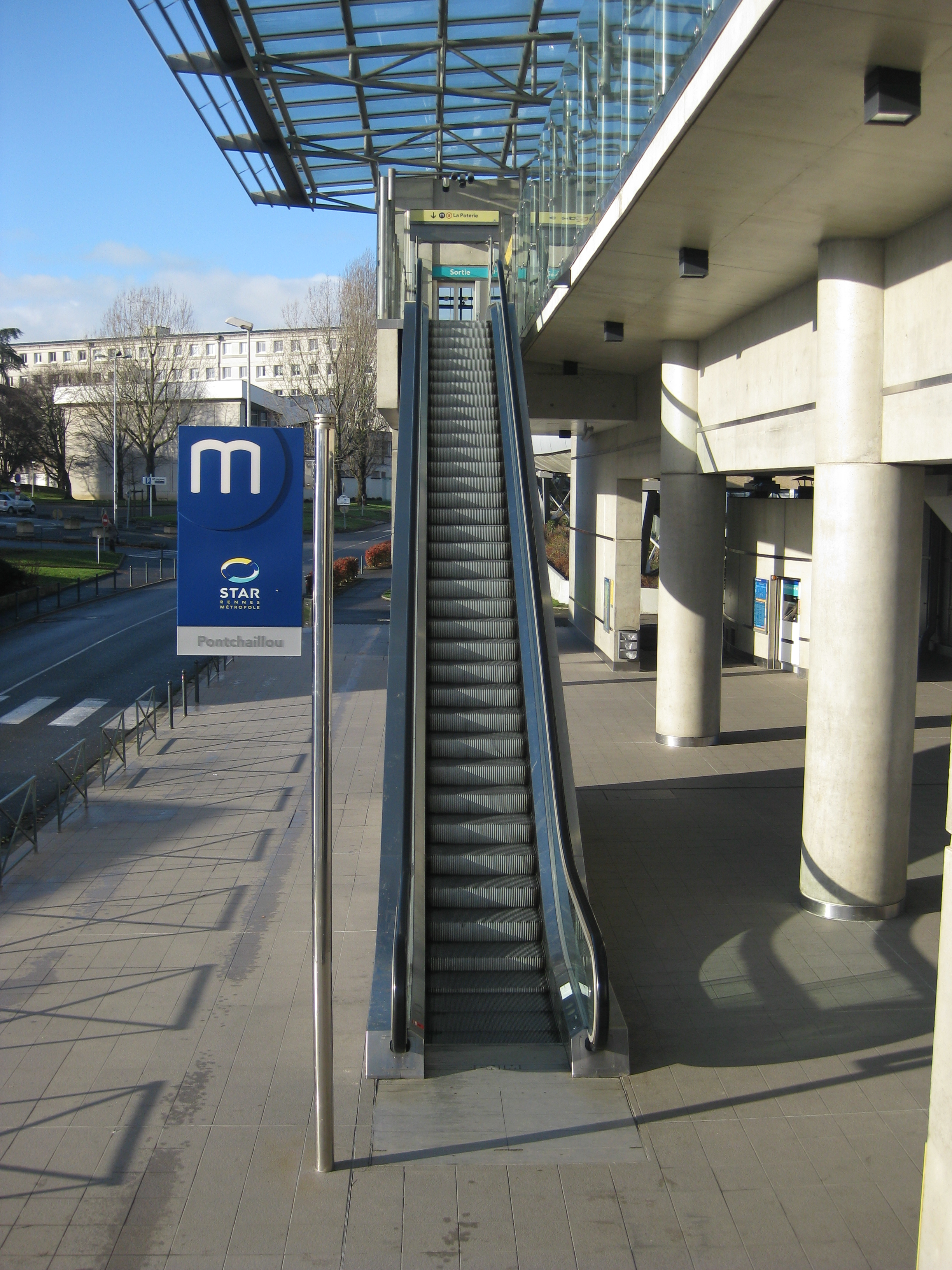
Un des escalators de la station aérienne Pontchaillou, avant la mise en place des portillons d'accès.

#### Portillons d'accès

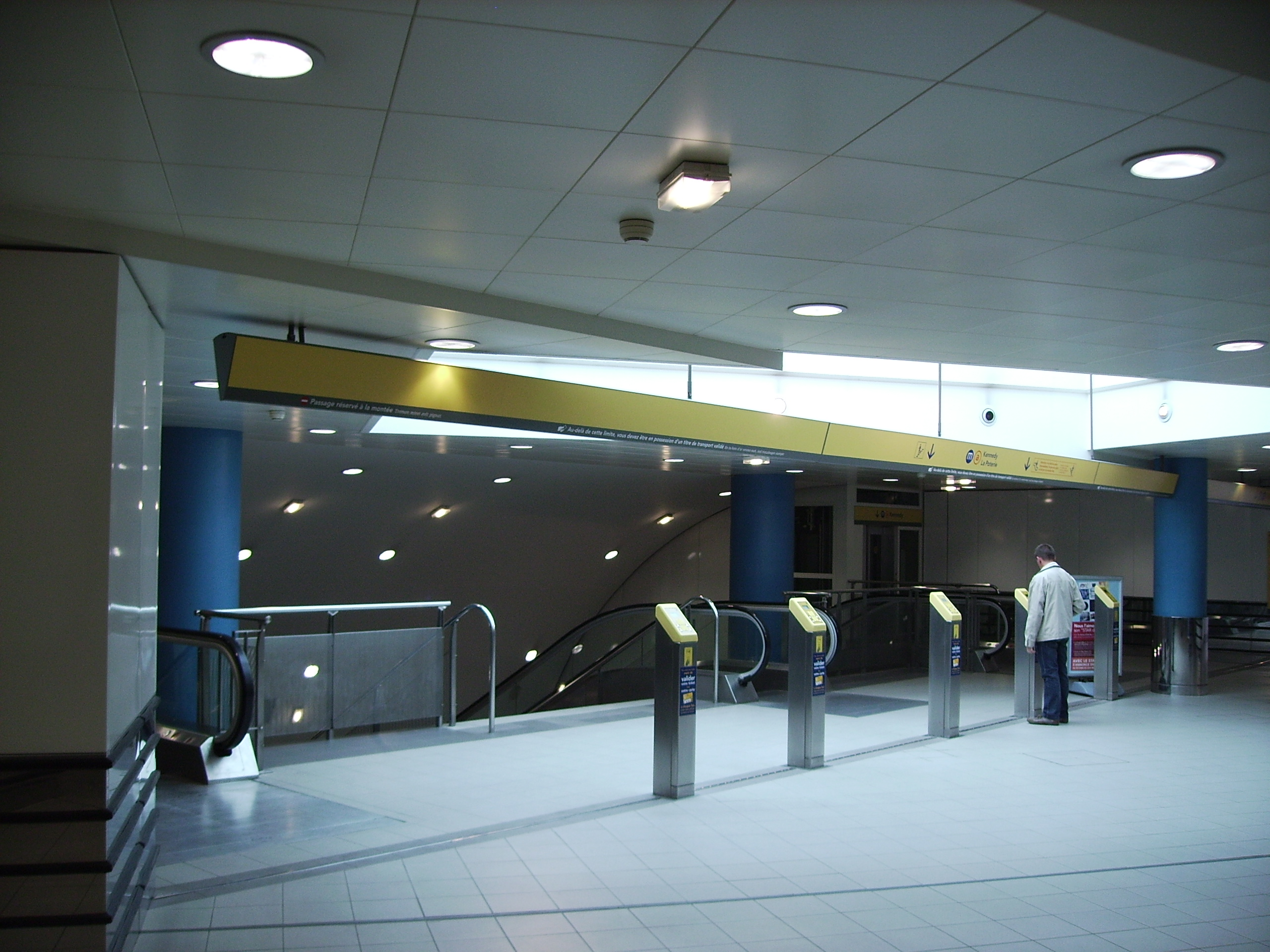
L'ancienne ligne de valideurs de la station Gares du temps où il n'y avait pas de portillons.

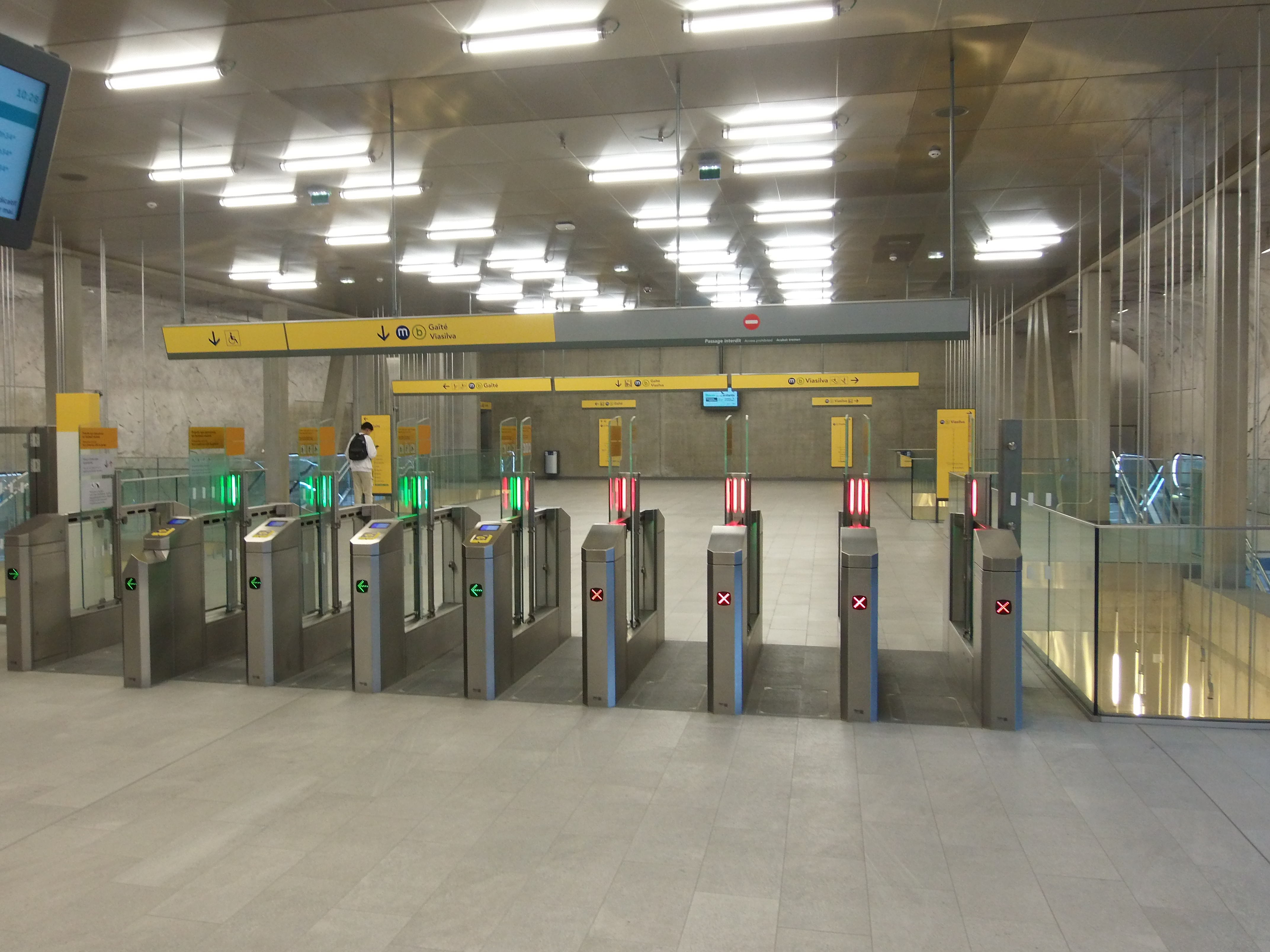
Portillons de la station Jules Ferry. Le portillon élargi est situé sur la gauche.

L'accès à la ligne A ne nécessitait pas de franchir de portillons, ce qui faisait ainsi du métro rennais l'un des derniers en France à ne pas en être équipé. Il en résultait un taux de fraude élevé malgré les campagnes de contrôle des titres de transport.
Afin d'y remédier, le conseil de Rennes Métropole vote en mai 2015 l'installation de portillons, malgré l'opposition notable des élus EÉLV ou de l'association des usagers des transports en Ille-et-Vilaine (AUTIV). Le projet retenu est un modèle unique avec des portes battantes vitrées, jugé plus accessible qu'un système à deux portes avec sas d'accès, pourtant plus efficace pour contrer la fraude,. Chaque ligne de portillons en comporte un plus large pour les usagers en fauteuil roulant, les poussettes et les voyageurs avec bagages, qui est équipé d'un second valideur placé plus bas,.
Le coût est évalué à 7,5 millions d'euros et l'installation est prévue pour 2019,. Elle est retardée à cause des élections municipales de 2020 et des confinements liés à la pandémie de Covid-19 pour finalement avoir lieu entre juillet et octobre 2020. Ils sont mis en service le 1er décembre 2020 en même temps que la billetterie sans-contact.
L'accessibilité au valideur surbaissé des portillons larges est critiquée par les utilisateurs en fauteuil roulant, en particulier ceux dont le bras est peu mobile. Rennes métropole a dans un premier temps bloqué les portillons en position ouverte avant de mettre en place progressivement, entre le 7 et le 24 juin 2022 une solution unique en France : elle consiste à fixer sur le côté droit du fauteuil un récepteur sans contact, distribué gratuitement en agence sur présentation d'une carte KorriGo sur laquelle est chargée le forfait gratuité invalidité, et détecté par un lecteur à l'approche du fauteuil. 
Plus généralement les portillons sont critiqués pour leur fermeture trop rapide, qui pénalise les voyageurs ayant une valise ou un enfant en bas âge et risque de provoquer des blessures. L'exploitant a fait savoir en 2023 que la vitesse d'ouverture et de fermeture a été ajustée.
Le taux de panne des portillons est passé de 4 % à près de 10 à 20 % après octobre 2022,en raison non seulement des dégradations mais aussi du dépôt de bilan de l'entreprise en charge de leur entretien,.

### La salle des billets
En pénétrant dans une station du métro de Rennes, les voyageurs accèdent en général en premier à la salle des billets, ou se trouvent les distributeurs automatiques de titres de transport — il n'y a aucune boutique avec du personnel de vente — et les portillons d'accès couplés à la validation d'un titre de transport,. La salle des billets permet la distribution des flux de voyageurs entre les deux sens de circulation de la ligne sans avoir à valider une seconde fois un titre de transport, et est équipée de divers moyens d'information des voyageurs, : plans du réseau, plans de quartier et écrans d'information aux voyageurs.
Dans les stations ne possédant pas de salle des billets, les équipements (distributeurs, portillons d'accès, etc.) sont installés à même les quais, voire à l'extérieur pour les distributeurs de billets à Villejean - Université,. Pour les stations aériennes, qui ne possèdent pas non plus de salle des billets, les équipements sont installés au niveau de la rue, avec quelques exceptions comme à Cesson - Viasilva où les portillons d'accès sont placés à l'entrée des quais.

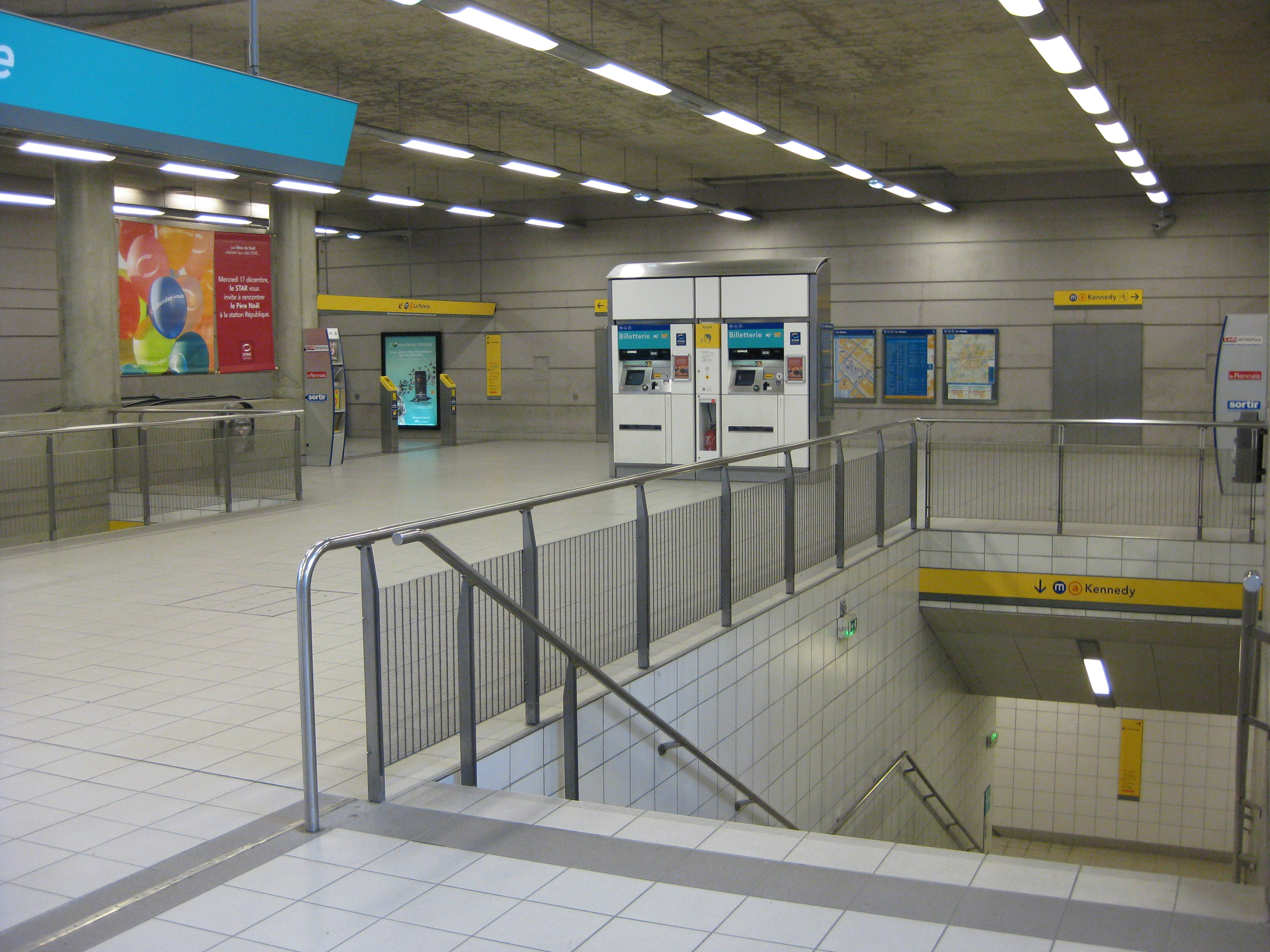
La station République possède une configuration classique avec une salle des billets.
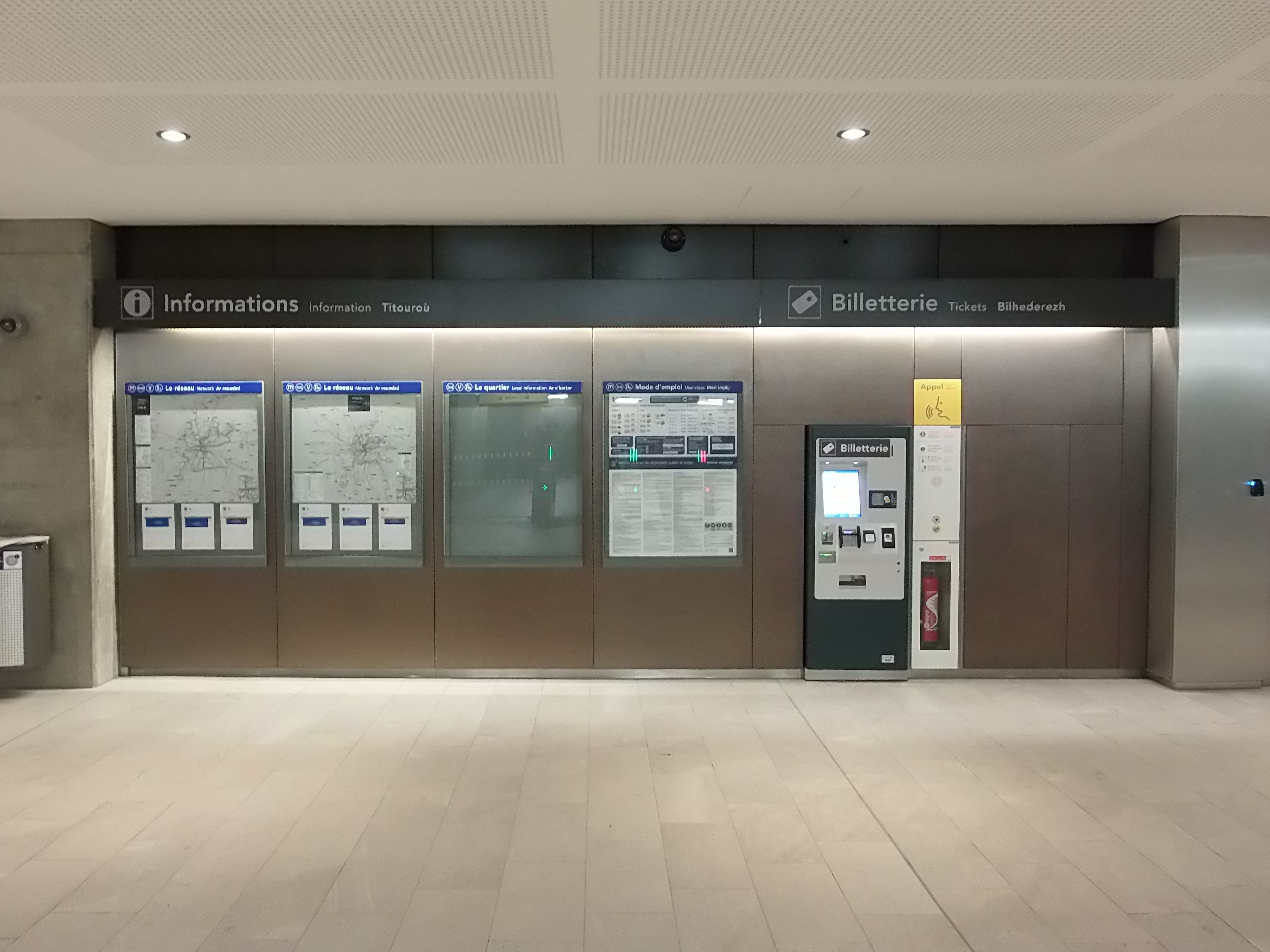
Dans la salle des billets se trouve un mur « Informations » avec les plans du réseau et du quartier, la présentation des tarifs et du règlement du métro. Il est accompagné d'un ou de plusieurs distributeurs de titres de transports.
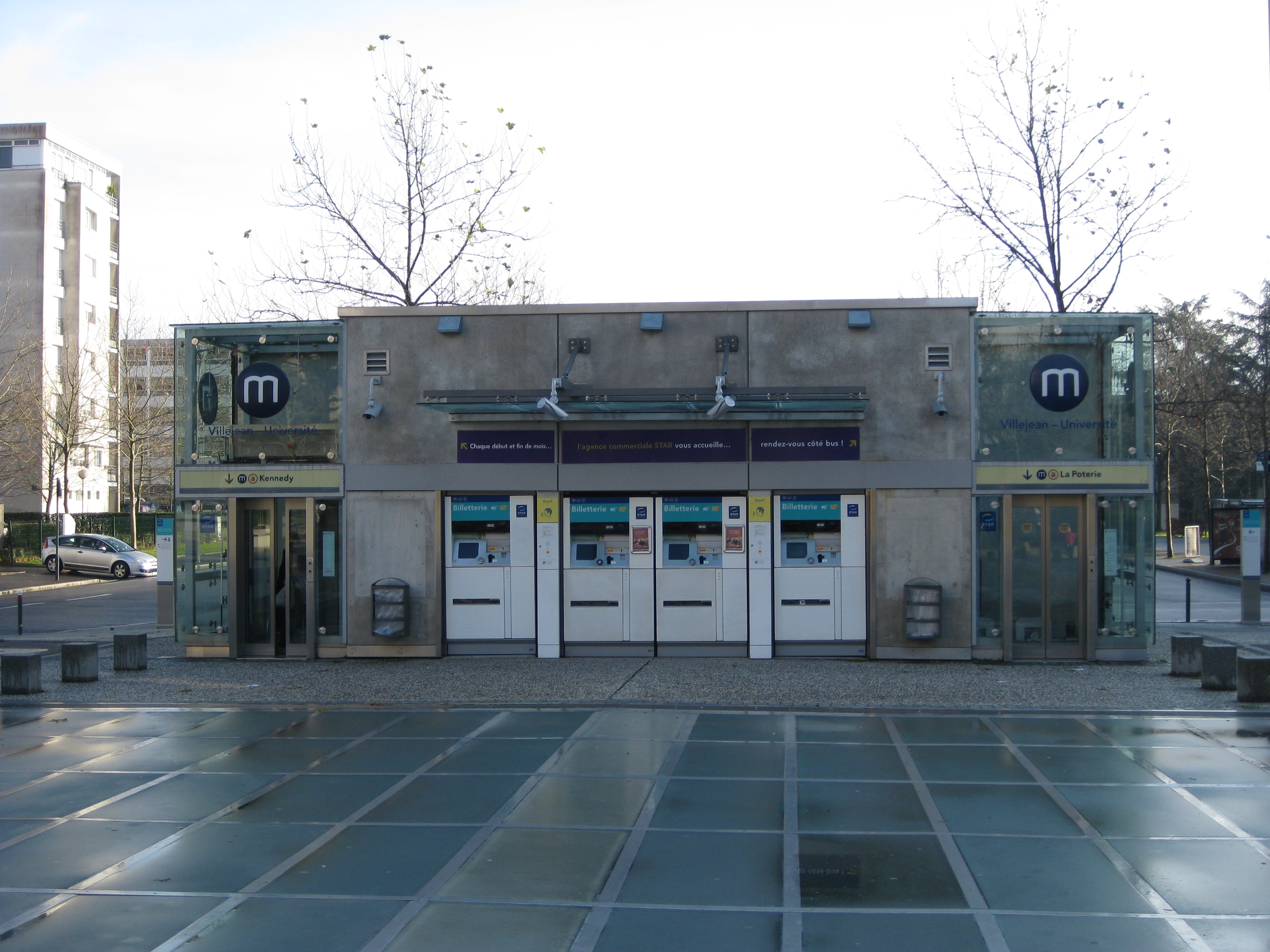
La configuration atypique de Villejean - Université et ses distributeurs de billets installés à la surface.
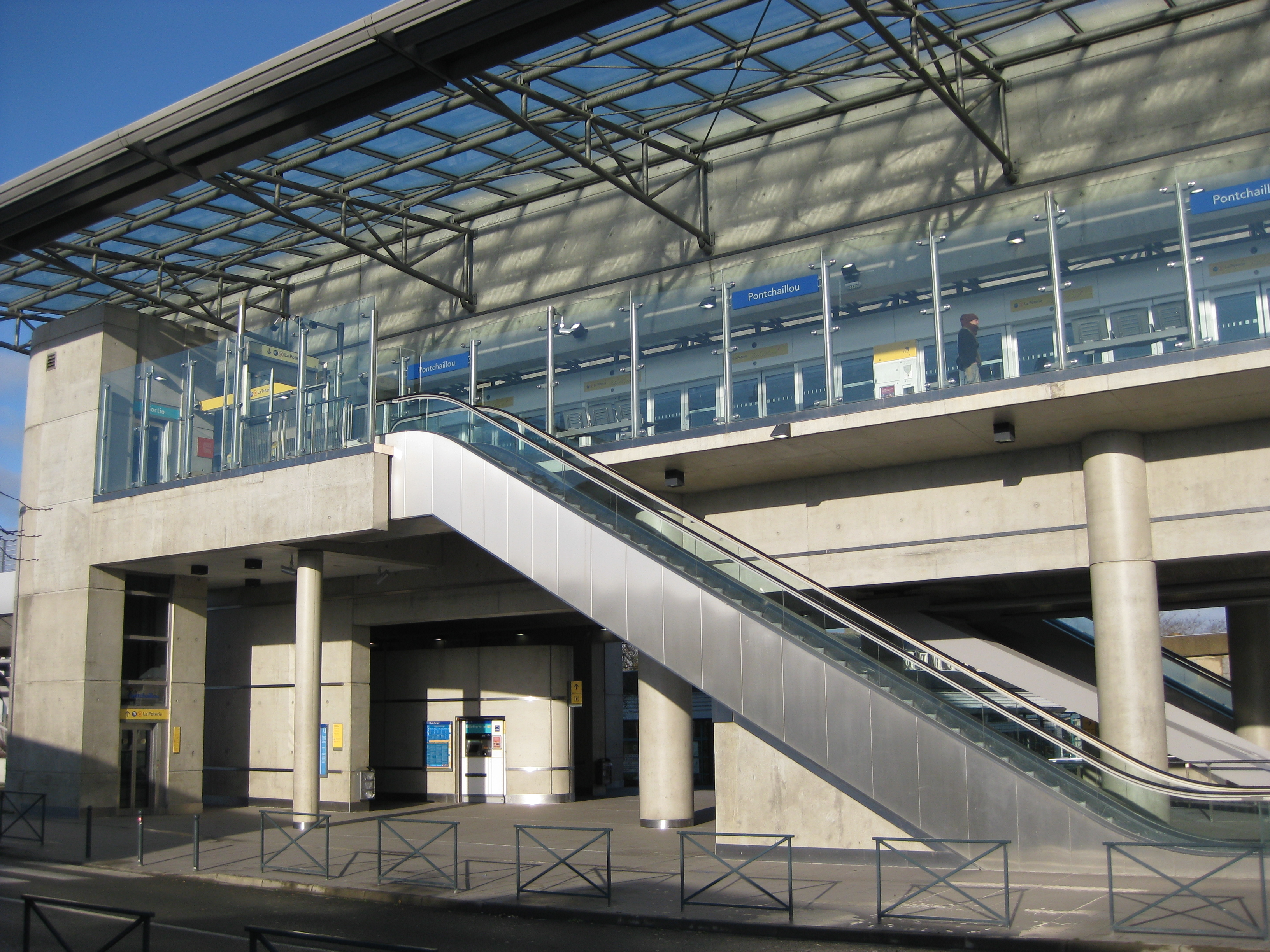
Dans les stations aériennes, comme ici à Pontchaillou, les équipements habituels des salles des billets sont reportés au niveau de la rue…
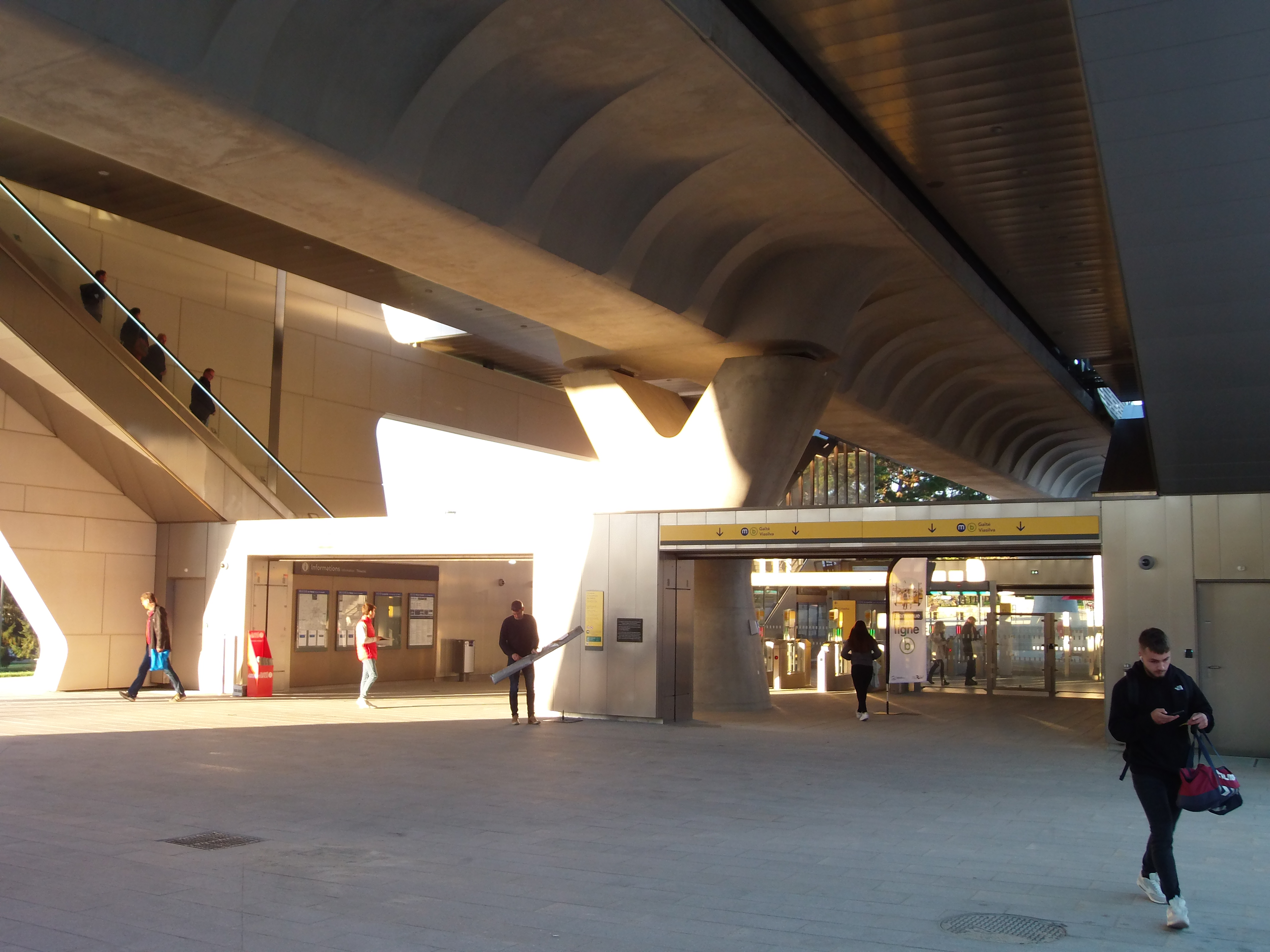
…ou comme ici à Beaulieu - Université.

### Les quais
À l'exception de la station J.F. Kennedy qui ne compte qu'un seul quai latéral, toutes les stations du métro de Rennes comportent deux quais encadrant deux voies,.
La longueur utile minimale des quais est fixée à 26 m sur la ligne A et à 35 m sur la ligne B,. Les stations souterraines sont presque toutes construites en béton armé avec une salle des billets construite en mezzanine et en plus, une ou plusieurs mezzanines intermédiaires pour les stations les plus profondes. Les stations aériennes mélangent structure en béton armé et structures métalliques, voire acier et verre pour le toit.
Chaque station est équipée de portes palières pour prévenir les chutes de voyageurs sur les voies. La fermeture est automatique, conjointe à celle des rames et précédée de signaux sonores et lumineux.
Les quais comprennent généralement des écrans d'information aux voyageurs, un ou plusieurs cadres publicitaires, des sièges avec assise en bois et des poubelles.

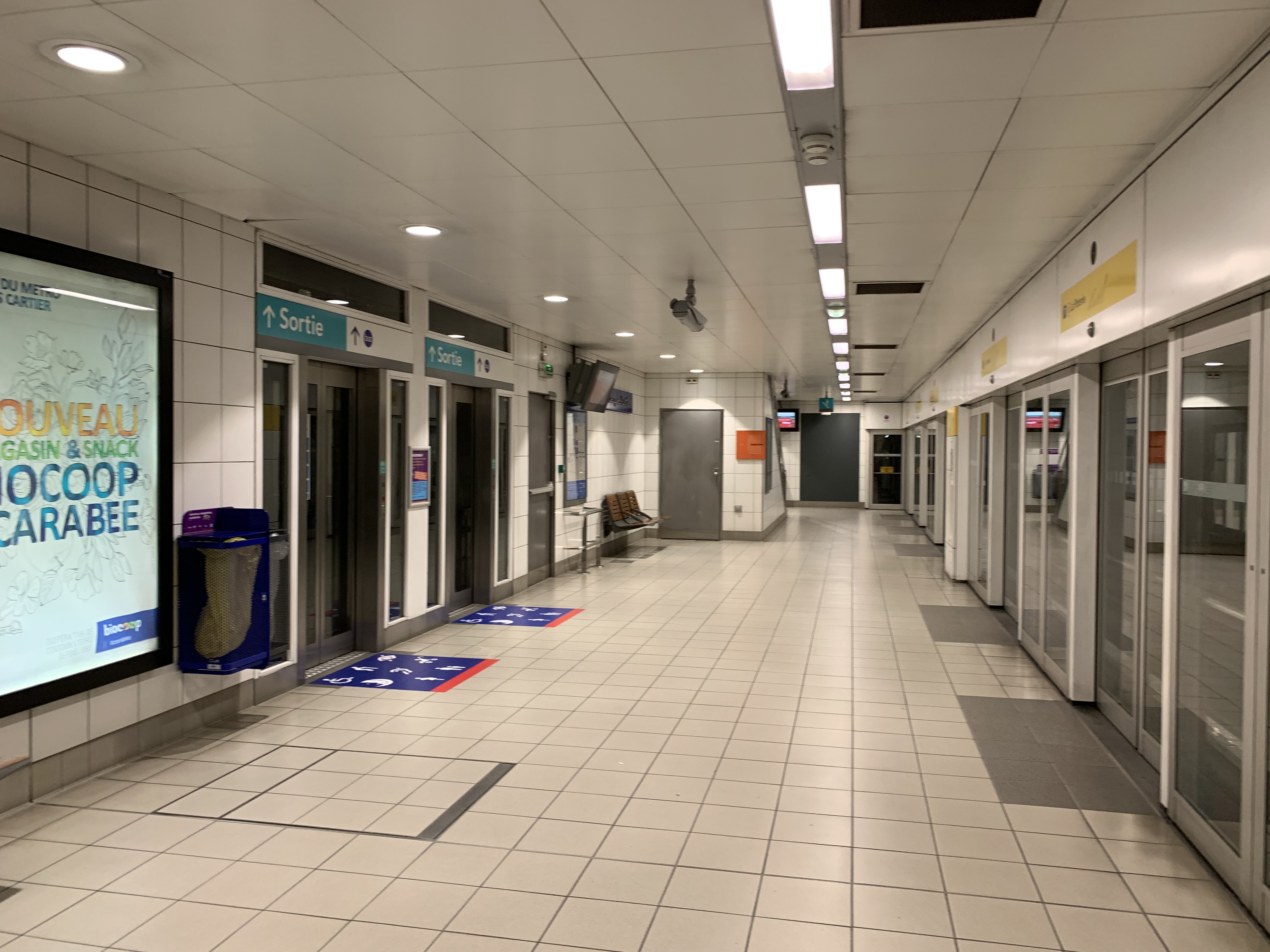
Quai de la station Jacques Cartier, typique des aménagements des stations souterraines de la ligne A.
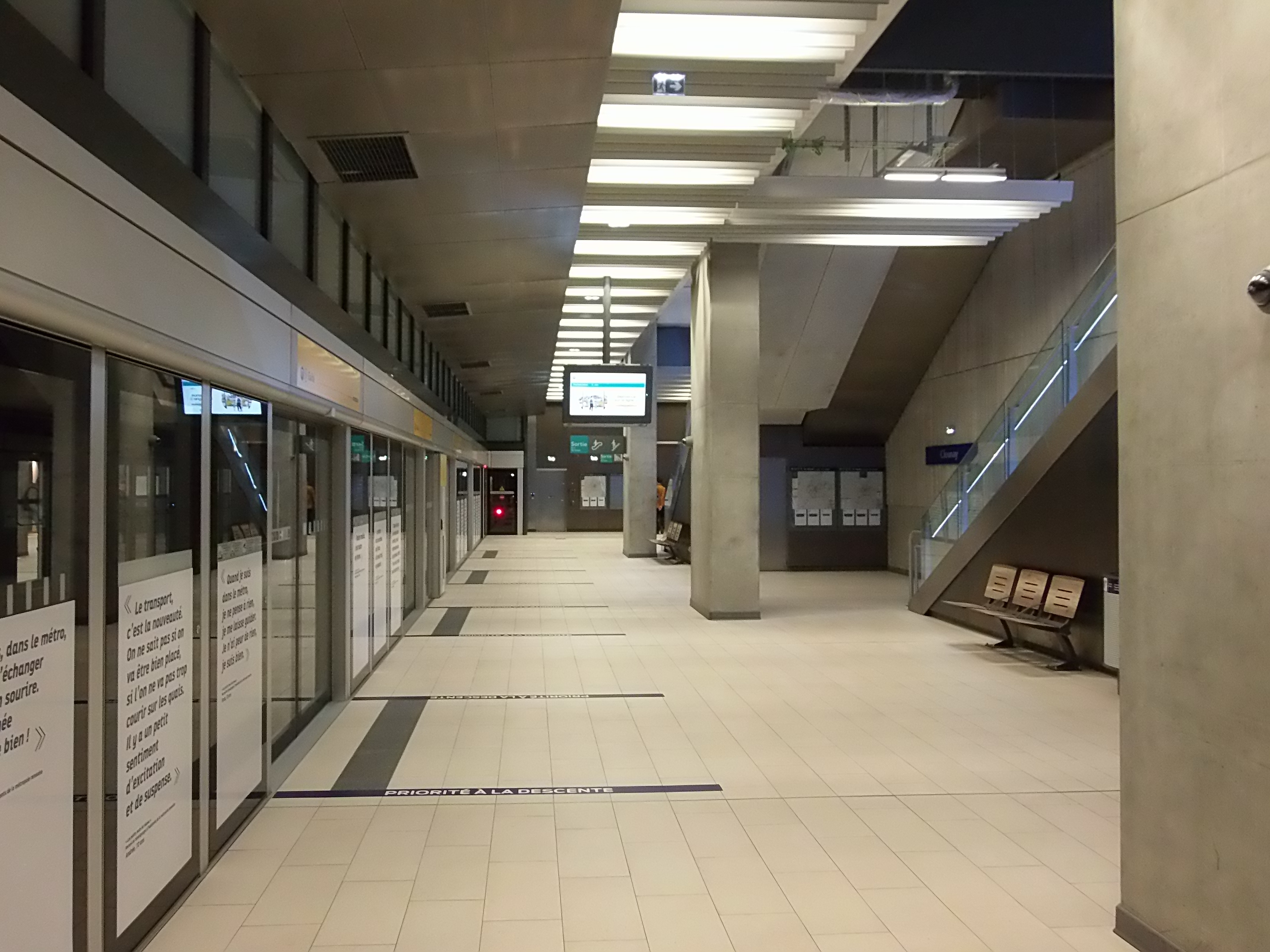
Quai de la station Cleunay, les aménagements des stations de la ligne B présentent une plus grande variété que ceux de la ligne A.
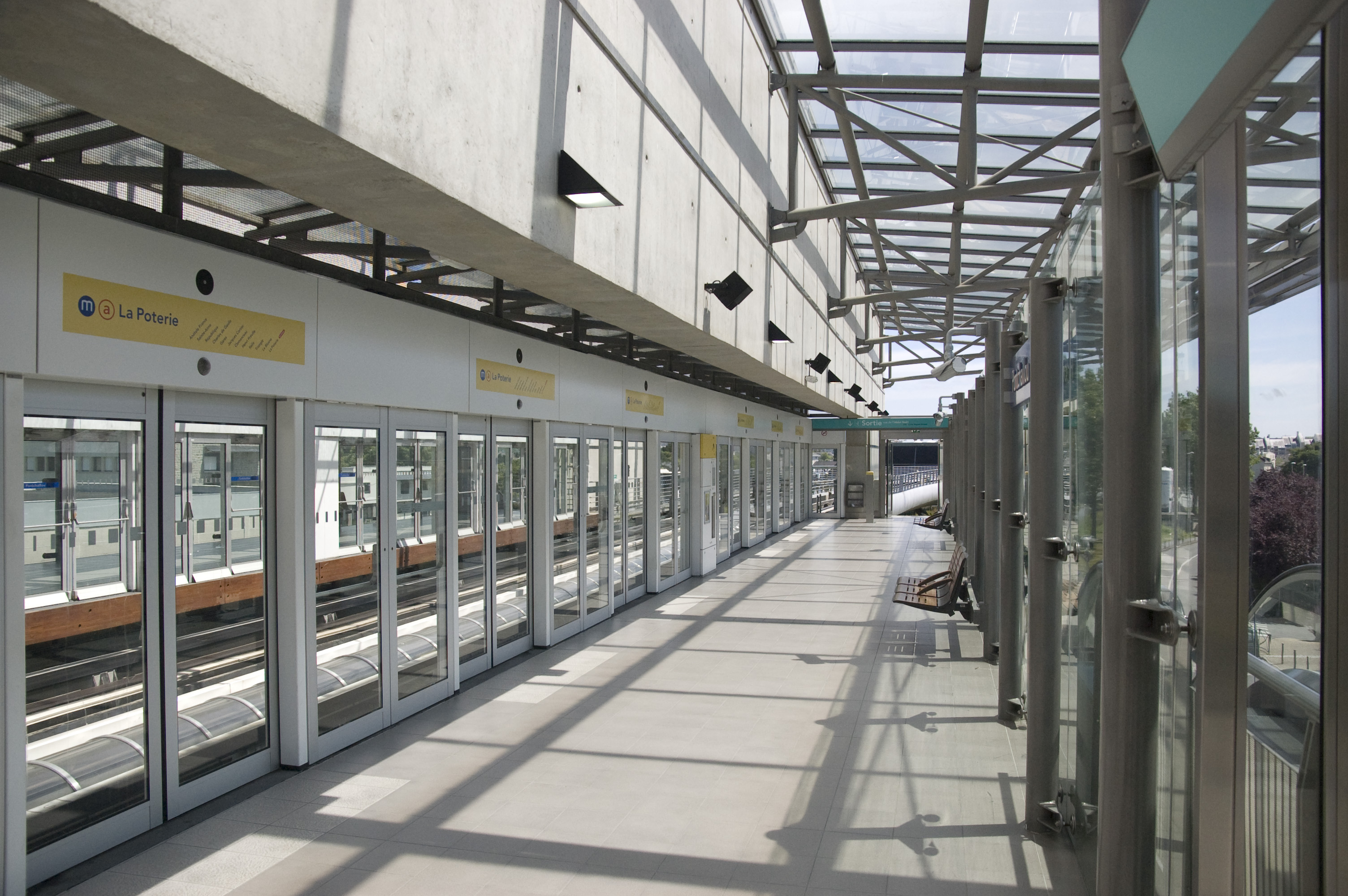
Quai de la station aérienne Pontchaillou.

### Signalétique
Chaque ligne est désignée à la fois par sa lettre et ses terminus, via des panneaux normés permettant aux voyageurs entrant dans une station d'être guidés jusqu'au quai. Sur le quai, le nom de la station est rappelé à intervalles réguliers sur les parois de la station tandis la lettre d'indice de la ligne, la direction des trains entrants et les stations restantes sur leur parcours actuel, sont indiquées au-dessus de chaque porte palière.
La signalétique utilise des codes couleurs établis et normés : textes bleus sur fond jaune pour guider vers le métro, textes blanc sur fond vert pour guider vers les sorties, textes bleus sur fond blanc pour guider vers les correspondances (gares, bus, etc.) et enfin, les plaques supportant le nom des stations sur les quais sont réalisés en lettres blanches sur fond bleu.
Sur la ligne A, la signalétique est bilingue français-gallo à la station Charles de Gaulle et français-breton à la station Gares,. En 2017, Rennes Métropole est contacté par 20 Minutes à la suite d'une action du collectif Brezhoneg e Bro Roazhon critiquant la faible place accordée au breton dans le métro et déclare que plusieurs stations de la ligne B disposeront d'une signalétique trilingue en français, anglais et breton. Finalement, l'ensemble de la signalétique de la ligne B est trilingue. Le gallo est aussi présent via des textes, tels des poèmes, affichés sur les murs. Il n'est pas fait mention, cependant, d'une quelconque volonté de Rennes Métropole de rendre trilingue la signalétique de la ligne A.
Une nouvelle signalétique directionnelle à base de pictogrammes conçue avec l'Adapei 35 et destinée aux personnes en situation de handicap, les enfants ou ceux ne maitrisant pas le français est progressivement déployée à partir du 10 juillet 2025 : chaque station est associée à un symbole comme une feuille (en référence à la proximité de la station avec des zones naturelles) pour Cesson - Viasilva, un pot pour La Poterie, une grille (en référence à l'architecture géométrique du quartier) pour J.F. Kennedy et un visage souriant pour Saint-Jacques - Gaîté (en référence avec la notion de gaieté),.
Ces pictogrammes prennent la forme de carrés aux coins arrondis sur fond bleu, placés aux côtés du nom de la station où le motif est dessiné en blanc ; cette signalétique sera progressivement étendue non seulement à la signalétique en station mais également sur les plans et guides horaires.

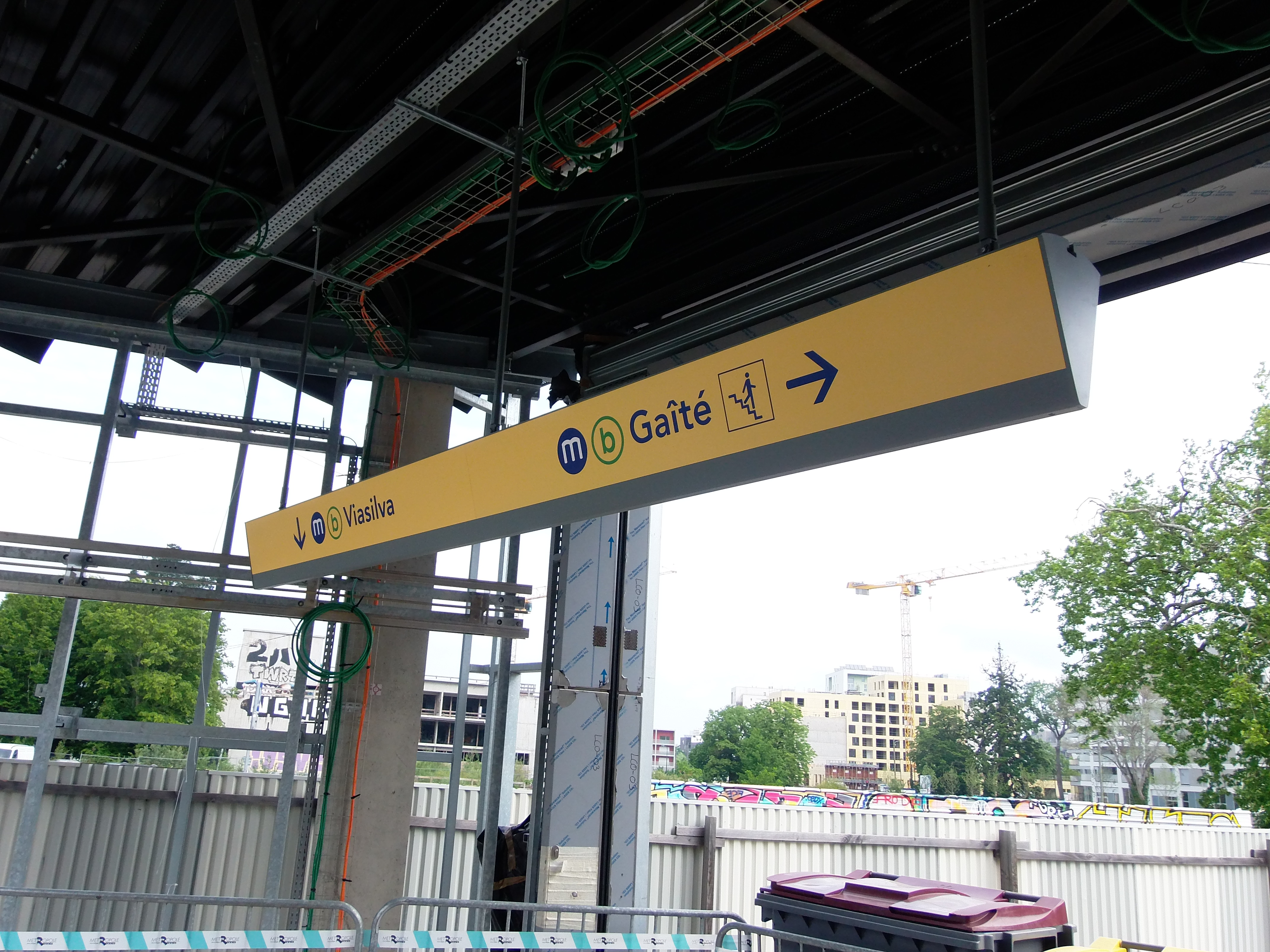
Signalétique directionnelle, sur fond jaune.
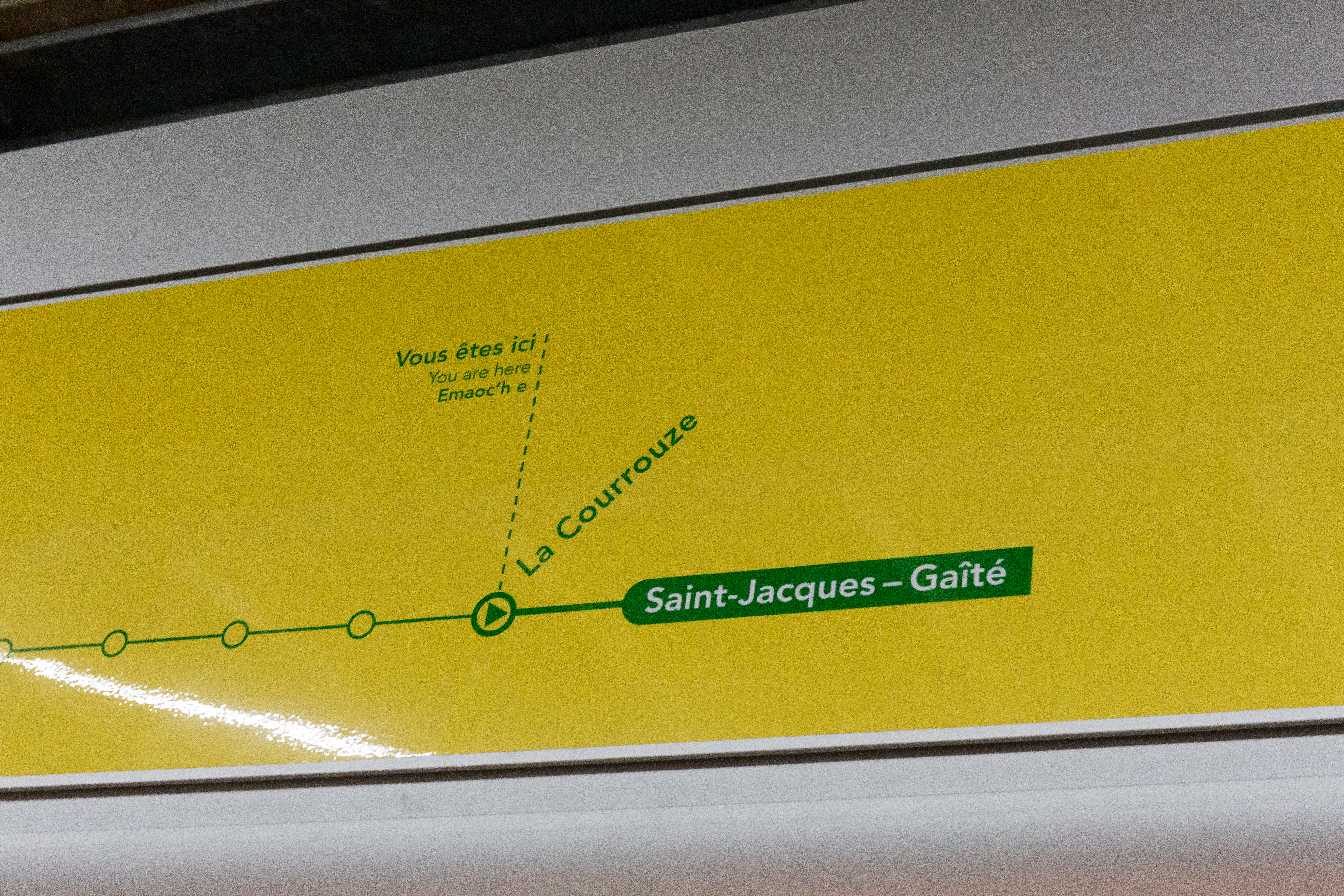
Détails de la signalétique directionnelle implantée au dessus d'une porte palière.
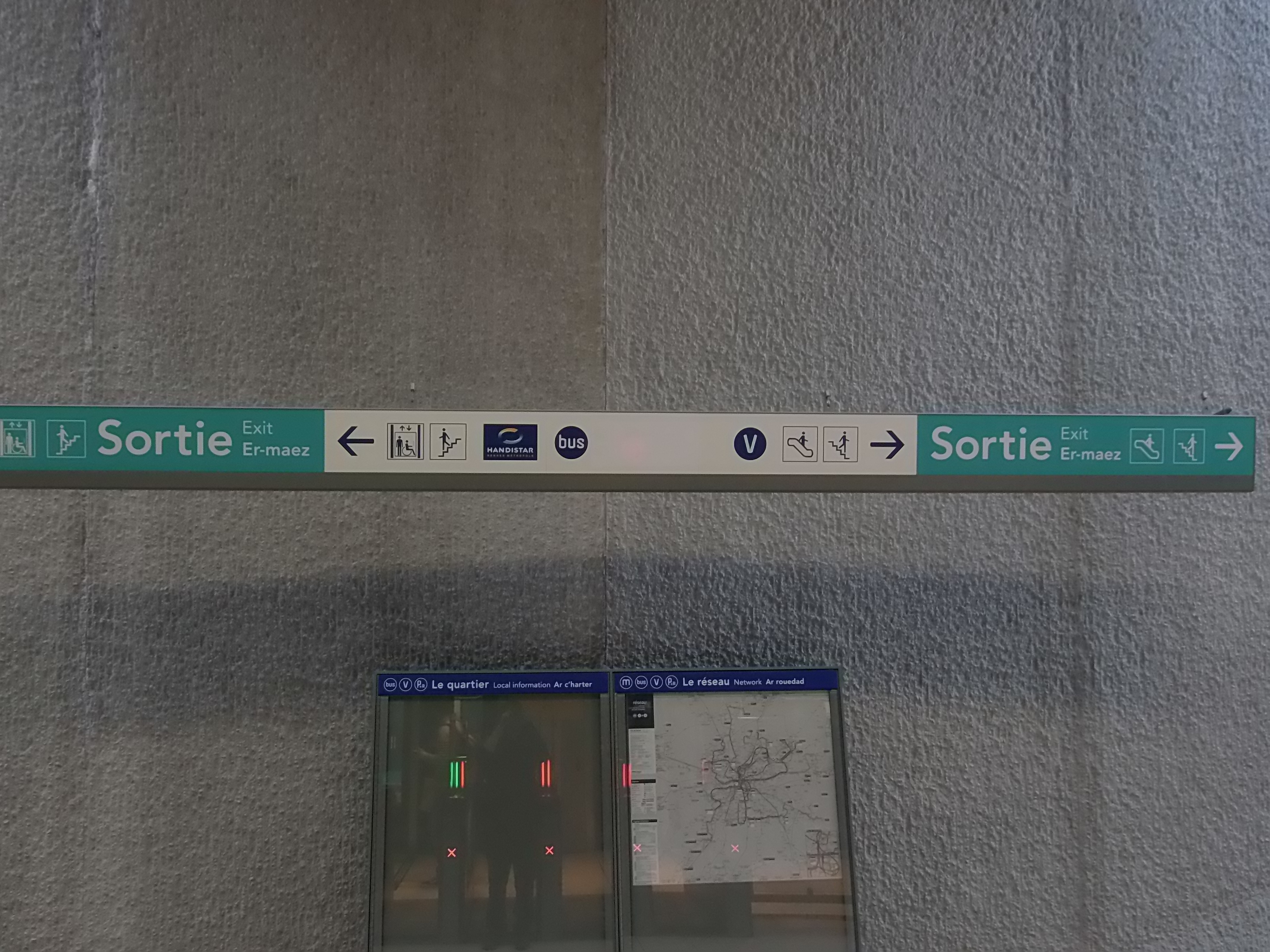
Signalétique des correspondances, sur fond blanc, et des sorties, sur fond vert. Signalétique trilingue français, anglais et breton.
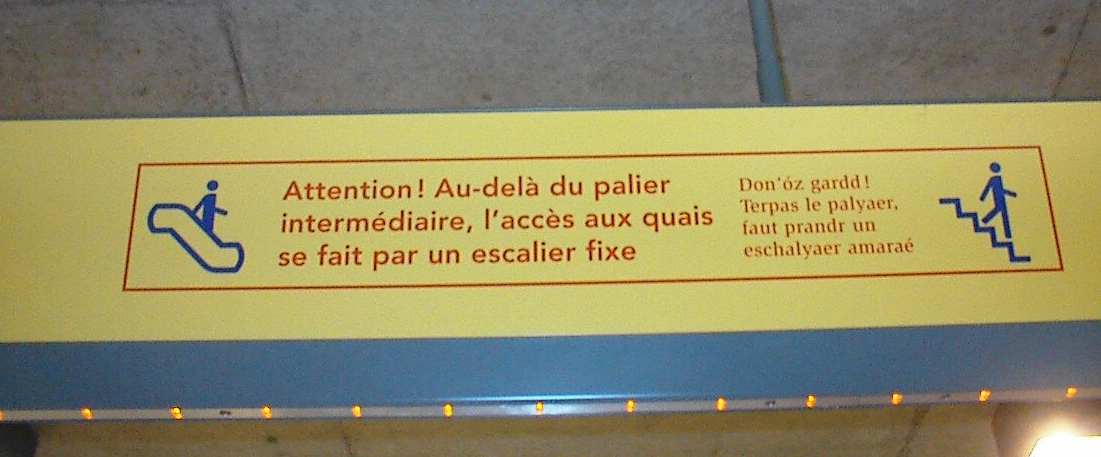
Signalétique bilingue français-gallo.
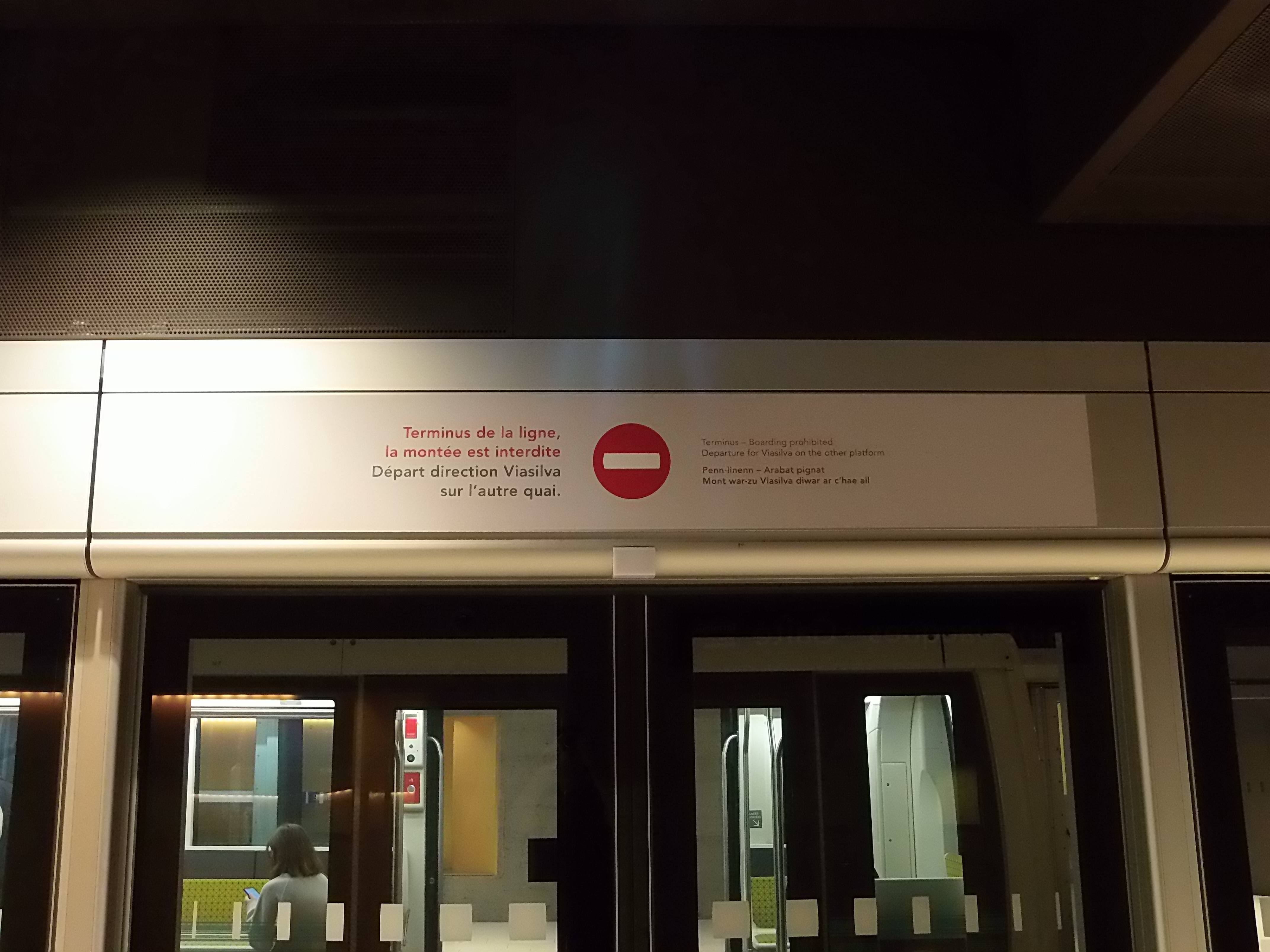
Signalétique trilingue français, anglais et breton interdisant la montée sur le quai d'arrivée au terminus Saint-Jacques - Gaîté.
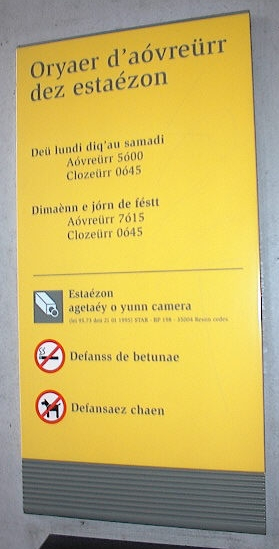
Signalisation exclusivement en gallo.

## Stations en service

Plan du réseau.

Sur les 28 stations que compte le réseau, 24 sont situées sur la commune de Rennes, deux sur celle de Cesson-Sévigné et deux sur celle de Saint-Jacques-de-la-Lande.
Chaque station dispose d'un code à deux ou trois caractères. Par exemple, le code de la station Henri Fréville est HFR tandis que Villejean - Université est la seule station avec un code à deux lettres (VU).
| Commune                   | Stations | Lignes                                                                            |
| ------------------------- | -------- | --------------------------------------------------------------------------------- |
| Cesson-Sévigné            | 2        | (Logo de la ligne b du métro de Rennes)                                           |
| Rennes                    | 24       | (Logo de la ligne a du métro de Rennes) · (Logo de la ligne b du métro de Rennes) |
| Saint-Jacques-de-la-Lande | 2        | (Logo de la ligne b du métro de Rennes)                                           |

### Liste des stations
Le tableau ci-dessous présente la situation actuelle des stations ouvertes aux voyageurs, et fait abstraction de toute station à l'état de projet, en cours de construction, ou fermée aux voyageurs (sauf fermeture temporaire, pour travaux par exemple). Pour alléger les tableaux, les dates d'ouvertures sont celles du premier jour de service commercial de la station, indépendamment des ouvertures ultérieures par ajout de nouvelles lignes.
Dans la colonne Situation, la mention Souterraine se réfère aux stations situées sur les sections creusées au tunnelier.
| Station                      | Station                      | Ligne(s)                                                                          | Date d'ouverture, | Situation,        | Commune (Quartier)                         |
| ---------------------------- | ---------------------------- | --------------------------------------------------------------------------------- | ----------------- | ----------------- | ------------------------------------------ |
| Anatole France               | Anatole France               | (Logo de la ligne a du métro de Rennes)                                           | 18 mars 2002      | Souterraine       | Rennes (La Touche)                         |
| Atalante                     | Atalante                     | (Logo de la ligne b du métro de Rennes)                                           | 20 septembre 2022 | Aérienne          | Cesson-Sévigné (Campagne Nord / Via Silva) |
| Beaulieu - Université        | Beaulieu - Université        | (Logo de la ligne b du métro de Rennes)                                           | 20 septembre 2022 | Aérienne          | Rennes (Beaulieu)                          |
| Cesson - Viasilva            | Cesson - Viasilva            | (Logo de la ligne b du métro de Rennes)                                           | 20 septembre 2022 | Aérienne          | Cesson-Sévigné (Campagne Nord / Via Silva) |
| Charles de Gaulle            | Charles de Gaulle            | (Logo de la ligne a du métro de Rennes)                                           | 18 mars 2002      | Souterraine       | Rennes (Colombier - Champ-de-Mars)         |
| Clemenceau                   | Clemenceau                   | (Logo de la ligne a du métro de Rennes)                                           | 18 mars 2002      | Souterraine       | Rennes (La Binquenais)                     |
| Cleunay                      | Cleunay                      | (Logo de la ligne b du métro de Rennes)                                           | 20 septembre 2022 | Souterraine       | Rennes (Cleunay)                           |
| Colombier                    | Colombier                    | (Logo de la ligne b du métro de Rennes)                                           | 20 septembre 2022 | Souterraine       | Rennes (Colombier - Champ-de-Mars)         |
| Gares                        | Gares                        | (Logo de la ligne a du métro de Rennes) · (Logo de la ligne b du métro de Rennes) | 18 mars 2002      | Souterraine       | Rennes (Saint-Hélier)                      |
| Gros-Chêne                   | Gros-Chêne                   | (Logo de la ligne b du métro de Rennes)                                           | 20 septembre 2022 | Souterraine       | Rennes (Maurepas)                          |
| Henri Fréville               | Henri Fréville               | (Logo de la ligne a du métro de Rennes)                                           | 18 mars 2002      | Tranchée couverte | Rennes (Italie)                            |
| Italie                       | Italie                       | (Logo de la ligne a du métro de Rennes)                                           | 18 mars 2002      | Tranchée couverte | Rennes (Italie)                            |
| Jacques Cartier              | Jacques Cartier              | (Logo de la ligne a du métro de Rennes)                                           | 18 mars 2002      | Souterraine       | Rennes (Villeneuve)                        |
| Joliot-Curie - Chateaubriand | Joliot-Curie - Chateaubriand | (Logo de la ligne b du métro de Rennes)                                           | 20 septembre 2022 | Tranchée couverte | Rennes (Longs-Champs, Jeanne d'Arc)        |
| J.F. Kennedy                 | J.F. Kennedy                 | (Logo de la ligne a du métro de Rennes)                                           | 18 mars 2002      | Tranchée couverte | Rennes (Villejean)                         |
| Jules Ferry                  | Jules Ferry                  | (Logo de la ligne b du métro de Rennes)                                           | 20 septembre 2022 | Souterraine       | Rennes (Fougères - Sévigné)                |
| La Courrouze                 | La Courrouze                 | (Logo de la ligne b du métro de Rennes)                                           | 20 septembre 2022 | Tranchée couverte | Saint-Jacques-de-la-Lande (La Courrouze)   |
| La Poterie                   | La Poterie                   | (Logo de la ligne a du métro de Rennes)                                           | 18 mars 2002      | Aérienne          | Rennes (Poterie)                           |
| Le Blosne                    | Le Blosne                    | (Logo de la ligne a du métro de Rennes)                                           | 18 mars 2002      | Tranchée couverte | Rennes (Torigné)                           |
| Les Gayeulles                | Les Gayeulles                | (Logo de la ligne b du métro de Rennes)                                           | 20 septembre 2022 | Souterraine       | Rennes (Maurepas)                          |
| Mabilais                     | Mabilais                     | (Logo de la ligne b du métro de Rennes)                                           | 20 septembre 2022 | Souterraine       | Rennes (Arsenal-Redon)                     |
| Pontchaillou                 | Pontchaillou                 | (Logo de la ligne a du métro de Rennes)                                           | 18 mars 2002      | Aérienne          | Rennes (Villejean)                         |
| République                   | République                   | (Logo de la ligne a du métro de Rennes)                                           | 18 mars 2002      | Souterraine       | Rennes (Centre-ville)                      |
| Saint-Germain                | Saint-Germain                | (Logo de la ligne b du métro de Rennes)                                           | 20 septembre 2022 | Souterraine       | Rennes (Centre-ville)                      |
| Saint-Jacques - Gaîté        | Saint-Jacques - Gaîté        | (Logo de la ligne b du métro de Rennes)                                           | 20 septembre 2022 | Tranchée couverte | Saint-Jacques-de-la-Lande (La Courrouze)   |
| Sainte-Anne                  | Sainte-Anne                  | (Logo de la ligne a du métro de Rennes) · (Logo de la ligne b du métro de Rennes) | 18 mars 2002      | Souterraine       | Rennes (Centre-ville)                      |
| Triangle                     | Triangle                     | (Logo de la ligne a du métro de Rennes)                                           | 18 mars 2002      | Tranchée couverte | Rennes (Torigné)                           |
| Villejean - Université       | Villejean - Université       | (Logo de la ligne a du métro de Rennes)                                           | 18 mars 2002      | Tranchée couverte | Rennes (Villejean)                         |

## La culture dans les stations

### Œuvres d'art
Dans le cadre de la création de la ligne B, huit œuvres sont commandées pour un budget de 2,093 millions d'euros avec le soutien financier du ministère de la Culture et de la région Bretagne.
Sur ces huit installations, seule la fresque murale Rendez-vous, peinte dans la station Sainte-Anne par l'artiste brésilienne Camila Oliveira Fairclough (en), est installée au sein d'une station, les autres étant situées en surface dans l'environnement proche ou en tunnel.

### Expositions temporaires
Les stations du métro de Rennes peuvent accueillir en leur sein des expositions temporaires.
En octobre 2014, une œuvre d'art éphémère composée de 5 500 post-its a été réalisée par Thomas Tudoux en collaboration avec l'association « Tout Atout » et le soutien des Ateliers de Rennes et a décoré le mur d'un des quais de la station La Poterie.
En novembre 2014 a lieu l'exposition photo Métro de la mémoire organisée par l'Aéro-Club de Rennes qui souhaite rendre hommage à quinze villes détruites durant les deux guerres mondiales dans le cadre du centenaire du début de la Première Guerre mondiale et des 70 ans du débarquement de Normandie. Le projet initial était de renommer les stations de la ligne durant le mois de septembre mais l'idée a été abandonnée au profit de l'installation de panneaux explicatifs, le renommage temporaire pouvant désorienter les usagers.
Les villes évoquées sont les suivantes, chaque sens ayant sa ville au sein d'une même station :
| Station                | Direction La Poterie | Direction J.F. Kennedy |
| ---------------------- | -------------------- | ---------------------- |
| J.F. Kennedy           | Saint-Nazaire        | Saint-Lô               |
| Villejean - Université | Dresde               | Varsovie               |
| Pontchaillou           | Lorient              | Rotterdam              |
| Anatole France         | Vouziers             | Saint-Malo             |
| Sainte-Anne            | Stalingrad           | Ypres                  |
| République             | Rotterdam            | Dresde                 |
| Charles de Gaulle      | Coventry             | Reims                  |
| Gares                  | Hiroshima            | Brest                  |
| Jacques Cartier        | Saint-Malo           | Lorient                |
| Clemenceau             | Reims                | Saint-Nazaire          |
| Henri Fréville         | Bruz                 | Vouziers               |
| Italie                 | Saint-Lô             | Coventry               |
| Triangle               | Varsovie             | Stalingrad             |
| Le Blosne              | Ypres                | Hiroshima              |
| La Poterie             | Brest                | Bruz                   |

Du 2 mai au 2 juin 2021 dans le cadre de la fête de l'Europe, vingt-sept portraits grand format d'étrangers vivant à Rennes forment l'exposition Étape à Rennes organisée par le collectif Connexions Photographiques dans les stations République, Gares, Pontchaillou et Henri Fréville.
Du 7 au 21 novembre 2022, l'exposition « Héroïnes ! » réalisée par l'Office national des combattants et des victimes de guerre prend place dans cinq stations de la ligne A (Villejean - Université, Sainte-Anne, Charles de Gaulle, Gares et Henri Fréville) et, en parallèle, six autres stations sont décorées avec le bleuet de France, : les portraits en noir et blanc de Raymonde Tillon, Suzanne Robine, Simone Alizon et Magda Hollander-Lafon sont affichés sur les portes palières des quais, accompagnés de leurs noms et d'un QR code donnant accès à l'histoire de ces quatre femmes.

## Projet

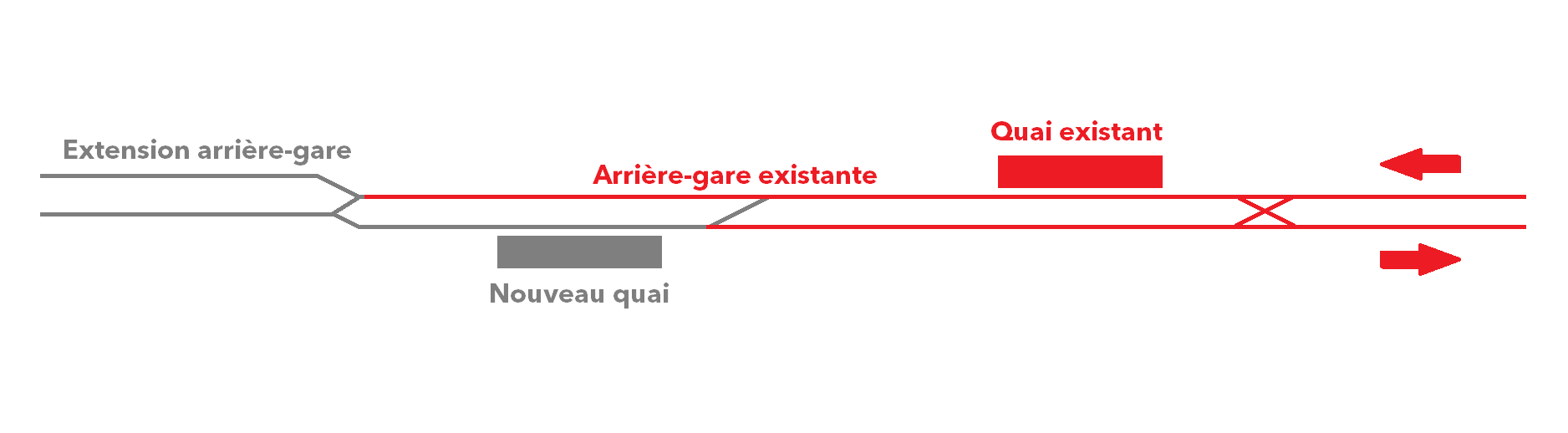
Schéma de l'agrandissement de la station J.F. Kennedy. L'échelle n'est pas respectée.

En décembre 2018, le projet d'augmentation de la capacité de la ligne A, qui doit permettre d'atteindre une fréquence d'une rame toutes les 66 secondes à l'horizon 2028, est présenté aux élus de Rennes Métropole.
Il incluera notamment le réaménagement de la station J.F. Kennedy par l'adjonction d'un second quai et le prolongement de 160 mètres de l'arrière-gare,.
Ce dernier aménagement, envisagé de longue date, et estimé à 139,70 millions d'euros en 2015,, doit être réalisé entre 2025 et 2028 à la suite des études préalables ayant eu lieu entre 2020 et 2023.